# Personaggi di God of War

Il logo dell'ultimo capitolo della serie

Di seguito sono elencati tutti i personaggi presenti nella serie videoludica di God of War, che comprendono personaggi della mitologia greca e norrena e anche personaggi originali della serie non presenti nella mitologia.

## Personaggi principali

### Kratos
Il protagonista della serie di God of War, che compare in tutti i titoli. Guerriero spartano temuto per la sua ferocia, durante una battaglia vendette la sua anima ad Ares per salvarsi la vita. Servì Ares per anni, fino a quando il dio lo ingannò e gli fece uccidere la sua famiglia; le ceneri della figlia e della moglie si attaccarono quindi alla sua pelle, facendolo soprannominare "Il Fantasma di Sparta" per la sua carnagione bianca, quasi cadaverica. Dopo aver servito gli dèi per anni, Kratos riesce a uccidere Ares, diventando il nuovo dio della guerra, ma viene tradito da Zeus; così facendo, giura vendetta contro di lui e gli dèi olimpici, riuscendo a ucciderli quasi tutti. Dopo aver sterminato il pantheon greco, si trasferisce nelle terre norrene, dove qui conosce una donna di nome Faye dalla quale avrà un figlio di nome Atreus. Qui Kratos viene preso di mira dagli dèi del posto, che sanno del suo passato. È doppiato da Terrence C. Carson (doppiaggio originale) e da Marco Pagani (doppiaggio italiano) nella saga greca, mentre nella saga norrena a partire da God of War (2018) è doppiato da Christopher Judge (doppiaggio originale) e da Pierluigi Astore  (doppiaggio italiano).

### Atena
Dea della saggezza e iniziale mentore di Kratos che, come quest'ultimo, compare in tutti i titoli della serie, tranne che in God of War Ragnarök. Fra tutti gli dèi olimpici, ella è la più gentile di tutti e la meno egoista; tuttavia, è fedele a suo padre Zeus ed è disposta anche a scontrarsi contro Kratos pur di salvare l'Olimpo. In passato, furono lei e Ares a rapire Deimos, fratello di Kratos, perché convinti che fosse lui il mortale che in futuro avrebbe distrutto l'Olimpo. In God of War è lei che guida Kratos per farsi perdonare dagli errori del passato e lo aiuta nella lotta contro Ares consigliandogli di recuperare il Vaso di Pandora; una volta ucciso Ares, la dea nomina Kratos nuovo dio della guerra facendolo salire sull'Olimpo. In God of War II viene accidentalmente uccisa da Kratos mentre questi cercava di uccidere Zeus, ma in God of War III ella torna sotto forma di spirito, supportando al contrario ancora lo spartano nella lotta contro suo padre. Questo perché è stata infettata da uno dei mali del vaso di Pandora, l'avidità, che l'ha cambiata drasticamente facendola diventare egoista, bramosa di potere e desiderosa della morte degli olimpici, facendole affermare che solo lei può guidare l'umanità verso un nuovo mondo. Dopo che Kratos uccide Zeus, ella infatti gli chiede di darle il suo potere, ovvero la Speranza, e che solo lei potrà guidare la Grecia a un nuovo mondo. Quando Kratos capisce che la sorella è posseduta da uno dei mali e di aver ucciso per niente, si rifiuta di consegnarle tale potere e per espiare le sue azioni si trafigge dando la Speranza ai mortali. Atena, furiosa, lascia lo spartano, dicendogli che l'ha delusa ancora. Il suo destino dopo la morte degli dèi dell'Olimpo è sconosciuto, ma in God of War (2018), anni dopo, seguito Kratos a Midgard, ricompare quando lo spartano riprende le Lame del Caos per recarsi a Helheim per salvare suo figlio Atreus. Ancora corrotta dal male dell'avidità e in forma di spirito, la dea gli dice che lui sarà per sempre un mostro, a prescindere da qualunque cosa faccia per nascondere la verità. È doppiata da Erin Torpey (doppiaggio originale) e da Alessandra Felletti (doppiaggio italiano), mentre in God of War (2018) è doppiata da Carole Ruggier (doppiaggio originale) e da Marta Altinier  (doppiaggio italiano).

### Gaia
È uno dei Titani primordiali, nonché la narratrice della storia dell'era greca. È un enorme titano di sesso femminile dal corpo di roccia, su cui crescono e radicano numerosi alberi. Insieme a suo marito Urano diede vita a Crono e da questi nacquero tutti gli dèi dell'Olimpo, e quando Rea salvò Zeus dalla furia di Crono, prima che lo divorasse insieme agli altri suoi fratelli, Gaia lo accudì in modo che egli un giorno lo sconfiggesse liberando i suoi fratelli. Dopo che Zeus sconfisse suo padre e liberò i suoi fratelli, bandì i Titani, compresa Gaia, che da quel momento ebbe come unico desiderio quello di vendicarsi di Zeus distruggendo il suo regno. Compare di persona in God of War II, dove salva Kratos dall'Ade e lo aiuta a diventare forte per permettergli di affrontare Zeus. In God of War III, dopo che i Titani sono stati liberati da Kratos, Gaia lo tradisce, ma quest'ultimo alla fine riesce a ucciderla trafiggendola al cuore con la spada dell'Olimpo durante lo scontro finale contro Zeus. È doppiata da Susanne Blakeslee (doppiaggio originale) e da Elisabetta Cesone (doppiaggio italiano).

### Atreus
Atreus è il co-protagonista di God Of War (2018) e God of War Ragnarök e, in quest'ultimo, il secondo personaggio controllabile dopo Kratos. È il figlio di Kratos (il secondo, dopo Calliope) e della gigantessa Laufey la Giusta, conosciuta come Faye. Kratos rivela che ha deciso di chiamarlo così in onore di un suo compagno spartano che, nonostante le dure battaglie che affrontava, era sempre sorridente, pieno di vita e gentile con tutti. Infatti, è un ragazzino vivace e pieno di vita, curioso del mondo che lo circonda e che annota tutto sul suo taccuino. A differenza di Kratos, egli è disposto ad aiutare chiunque sia in difficoltà, anche gli spiriti che, nonostante le avvertenze del padre, poi si dimostrano malvagi. È doppiato da Sunny Suljic (doppiaggio originale) e da Leonardo Della Bianca (doppiaggio italiano).

### Mimir
È il dio della conoscenza, di conseguenza il dio più sapiente del mondo ed ex consigliere di Odino. È il protagonista terziario di God of War (2018) e God of War Ragnarök. In passato era conosciuto col nome di Puck. Possiede l'aspetto di uomo con due piccole corna da fauno e diversi tatuaggi runici sulla testa; inoltre, i suoi occhi sono delle gemme speciali che gli permettono di svelare alcuni segreti. È una persona socievole ed estremamente loquace, ma sa essere anche serio quando serve. Autoproclamatosi "l'uomo più sapiente del mondo", sostiene di conoscere ogni cosa; tuttavia, come affermato da lui stesso, possiede diverse lacune. La sua conoscenza si espande anche oltre Midgard: infatti, è al corrente della strage che Kratos ha compiuto nel pantheon greco, ma non sapeva che fosse proprio lui il Fantasma di Sparta, nonostante avesse immediatamente capito la sua natura semi-divina. Originario di Avalon, isola appartenente alla mitologia celtica, per anni è stato giullare di un Re delle Fate che aveva il compito di girare tra i mortali e dargli consigli maliziosi; alla fine, lasciò la corte e viaggiò nelle terre norrene, dove cambiò il suo nome in Mimir e divenne il consigliere di Odino. Per anni è stato il consigliere del Padre di tutti, cercando di accontentarlo in ogni modo, svolgendo anche compiti molto crudeli con l'intento di guadagnare fama e prestigio da lui. Tuttavia, man mano che passavano gli anni, si rese conto che quello che stava facendo era sbagliato e che Odino era solo un manipolatore, così decise di tradirlo stringendo alleanza con gli altri popoli dei Nove Regni per detronizzarlo, ma fu infine scoperto. Odino lo imprigionò in un albero e lo torturò per più di cento anni. Da notare come il modo in cui Mimir è stato imprigionato sia molto simile alla sorte del titano Prometeo. Quando Kratos e Atreus giungono da lui, Mimir decide di aiutarli a raggiungere Jötunheim, suggerendo allo spartano di tagliargli la testa e farla rianimare da Freya e potersi così liberare da una prigione eterna di torture. Da quel momento la testa parlante di Mimir rimarrà sempre attaccata al fianco di Kratos, raccontando, durante i loro viaggi, le storie della mitologia norrena e i fatti riguardanti gli Aesir, i Vanir e i giganti. Prende molta confidenza con Atreus, mentre Kratos rimane sempre sulle sue, ascoltando passivamente le sue storie. Nel libro, concluso infine il viaggio, Mimir, non avendo più un posto dove stare, chiede di andare a vivere con Kratos e Atreus. Nonostante il rifiuto iniziale di Kratos, alla fine acconsente, e Mimir viene messo sopra una mensola della loro casa in modo che possa vedere tutto l'interno dell'abitazione. Dopo aver passato tanto tempo insieme, alla fine Kratos si fida cecamente di Mimir e lo considera un amico e parte della famiglia. Mimir disprezza profondamente Hildisvíni e la stessa cosa è reciproca. Non è chiaro il motivo del loro risentimento. Alle domande di Atreus, sul perché non si sopportino, Mimir accenna che sono cose troppo complicate perché un ragazzo possa capirle e anche cose riservate. È doppiato da Alastair Duncan (doppiaggio originale) e da Franco Mannella (doppiaggio italiano).

### Freya
È una dea Vanir nonché loro regina, ex-moglie di Odino, madre di Baldur, sorella di Freyr e anche la regina delle Valchirie. Da Odino veniva chiamata Frigg, mentre in battaglia il suo nome da Valchiria è Vanadis. Donna molto bella e affascinante, dispone di notevoli poteri magici. Tiene molto a cuore la natura e i Vanir. Per interrompere la guerra tra Aesir e Vanir decise di sacrificarsi andando in sposa a Odino. All'inizio credette che di riuscire a cambiarlo, ma in realtà Odino la stava ingannando per imparare i segreti della magia Vanir. Dal loro matrimonio nacque Baldur e Freya, per proteggerlo, gli lanciò un incantesimo che lo rese immortale, ma gli fece perdere la capacità di provare ogni cosa. Odino, scoprendo la magia che Freya aveva usato su Baldur, chiese alla moglie di insegnargli tale incantesimo per poterlo usare su sé stesso. Freya avendo, infine, capito la sua natura, si rifiutò. Quando Odino capì che non poteva ottenere nulla da Freya, le strappò le sue ali da Valchiria e la esiliò a Midgard per sempre. Da allora vive nella foresta, proteggendo la natura. In God of War (2018) aiuta Kratos e Atreus a ottenere la luce di Alfheim e a curare il figlio dello spartano. Decide di andare alla ricerca di Baldur, ma questi, quando la trova, la vuole uccidere. Cerca di impedire che lo spartano uccida Baldur, ma alla fine non ci riesce. Disperata per la morte del figlio, nonostante questi la volesse uccidere, giura vendetta contro Kratos e decide di andare alla ricerca delle sue ali per riacquistare completamente i suoi poteri. Mìmìr, tuttavia, afferma, che in futuro Freya riuscirà a superare il lutto e che forse perdonerà Kratos. In God of War Ragnarök continua a dare la caccia a Kratos e Atreus con l'intento di uccidere lo spartano, ma senza successo. Alla fine si renderà conto che il vero nemico è in realtà Odino e, dopo aver spezzato la maledizione che la vincolava a Midgard, perdona Kratos, rendendosi conto che Baldur non sarebbe mai diventato crudele e malvagio se Odino non lo avesse ingannato, manipolandolo per anni con la falsa promessa di liberarlo dalla sua maledizione, diventando la co-protagonista e compagna di viaggio di Kratos. Freya riconsidera le sue idee soprattutto dopo aver ascoltato, sconvolta, la tragica storia di Kratos sulla sua precedente figlia, Calliope, che venne uccisa insieme alla madre da quest'ultimo, mentre era manipolato da Ares. Freya vede in Atreus il figlio Baldur e, in certi casi, si comporta quasi come una madre con lui vedendolo come un figlio sostitutivo. Innamoratasi di Kratos, decide di aiutarlo e sconfiggere Odino e dopo la morte del malvagio dio Aesir rimarrà al fianco di Kratos fintanto che Atreus, partito per un viaggio per riportare in vita i giganti, non tornerà a casa e successivamente lei e Kratos, con l'aiuto di tutti, ricostruiscono i Nove Regni, rendendoli migliori e creando un consiglio di déi per essere d'aiuto per tutti. È doppiata da Danielle Bisutti (doppiaggio originale) e da Alessandra Cassioli (doppiaggio italiano).

### Brok e Sindri
Conosciuti anche come fratelli Huldra sono due fratelli nani molto famosi e noti per le loro grandi doti di fabbri. In passato, conobbero Laufey e rimasero affascinati dalla sua bellezza e dalla sua bontà, tanto da creare per lei l'ascia Leviatano, che poi donò a Kratos. Crearono anche il Mjöllnir di Thor, cosa che li portò a litigare per gli enormi sensi di colpa per essere stati gli indiretti responsabili delle sanguinose stragi del dio. Dopo questo litigio, i due hanno cominciato a lavorare da soli, nonostante Kratos e Atreus li facciano alla fine riconciliare. Possiedono una magia molto particolare che permette loro di viaggiare da un posto all'altro senza essere visti e possono viaggiare anche fra i regni senza il Bifrost. Non si conosce il motivo per cui vengono conosciuti come "Fratelli Huldra" (gli huldra sono delle seducenti creature della foresta), ma quando Atreus chiede a Mimir del motivo di tale nome, quest'ultimo gli dirà che è ancora troppo giovane per sentire tale storia. Tale frase può far intuire che i due hanno avuto dei rapporti sessuali con tali creature.
- Brok: nano rozzo, rude e orgoglioso, dalla caratteristica carnagione blu. Sindri dice che ciò è dovuto alla sua abitudine di maneggiare l'argento grezzo a mani nude (argiria) ma in realtà è stato riportato in vita dopo che ha mangiato accidentalmente un fungo velenoso. Nonostante le apparenze e i suoi modi sgarbati, vuole molto bene al fratello, anche se prova vergogna nel dimostrarlo. In God of War (2018) è la prima persona che Kratos e Atreus incontrano durante il loro viaggio. Lui e Kratos, essendo molto simili di carattere, diventano amici. In God of War Ragnarök lui e Sindri accolgono Kratos e Atreus in casa loro. Tempo dopo, Brok accompagna Kratos e Freya a Vanaheim ricongiungendosi con Lunda. Successivamente, a Svartalfheim, accompagna Kratos a incontrare la Donzella della fucina per forgiargli una nuova arma, la lancia Draupnir, e qui scopre che in passato è morto, ma Sindri lo ha resuscitato; tuttavia, il fratello ha potuto recuperare solo tre delle quattro parti della sua anima. Quando Týr propone di assaltare Asgard, Brok capisce che c'è qualcosa che non torna; infatti, Týr si rivela Odino travestito e pugnala Brok, uccidendolo. In punto di morte, perdona il fratello, dicendogli deve lasciarlo andare. Mimir rivela che Brok, nell'essere stato riportato in vita senza una parte dell'anima, la Direzione, non può più avere accesso all'aldilà, finendo così in un limbo. È doppiato da Robert Craighead (doppiaggio originale) e da Roberto Stocchi (doppiaggio italiano).
- Sindri: è un nano che va sempre in giro con un'armatura. Soffre infatti di misofobia, e in quanto tale è terrorizzato all'idea di sporcarsi, nonostante la mansione che svolga implichi un continuo contatto con lo sporco. Quando lavora indossa dei guanti e lo disgusta il contatto con le persone, incluso il fratello. In God of War (2018) è il secondo nano che Kratos e Atreus incontrano durante il loro viaggio e durante la scalata alla montagna viene attaccato dal drago Hraezlyr, venendo salvato dai due. In God of War Ragnarök diventa molto amico di Atreus e lo accompagna nelle sue ricerche di Týr. Tempo dopo, accolgono Kratos e Atreus in casa loro e qui rivela al giovane jotun che, in passato, ha resuscitato Brok, ma non è riuscito a recuperare tutte e quattro le parti della sua anima, ma solo tre, dal lago delle anime. Gli altri nani, nel vedere cosa Sindri aveva fatto, ne rimasero orripilati, venendo da quel momento esclusi dalla loro comunità. Sindri tiene molto a Brok e rivela che se dovesse perderlo non saprebbe cosa fare. Quando Týr propone di assaltare Asgard, Brok capisce che c'è qualcosa che non torna; infatti, Týr si rivela Odino travestito e pugnala Brok, uccidendolo. In punto di morte, perdona il fratello, dicendogli che deve lasciarlo andare. Sindri, disperato, si reca a Midgard per restare da solo e qui cambia completamente: la sua misofobia scompare del tutto, apparendo trasandato per la perdita di Brok e incolpa Atreus per la morte del fratello, nonostante sia stato Odino. Ciononostante, partecipa al Ragnarök e spiana la strada al Fantasma di Sparta per raggiungere il Padre di tutti. Quando Odino viene sconfitto, Atreus imprigiona la sua anima in una biglia magica, che viene poi distrutta da Sindri, che uccide definitivamente Odino. Finito il Ragnarök partecipa al funerale di Brok, per poi sparire verso una destinazione sconosciuta. È doppiato da Adam Harrington (doppiaggio originale) e da Massimiliano Alto (doppiaggio italiano).

## Divinità

### Déi olimpici
- Zeus: è il re dell'Olimpo e di tutti gli dèi greci, nonché antagonista principale di God of War II e God of War III; è la divinità più potente dell'Olimpo. Figlio del re dei titani, Crono, fratello di Ade e Poseidone, marito di Era e padre di gran parte degli dèi olimpici, è anche il padre di Kratos, che generò unendosi a una donna spartana chiamata Callisto. Come nel mito originale, riuscì a porre fine alla grande guerra contro i titani, chiedendo poi a Efesto di rinchiudere i mali causati dal conflitto in un caso. In quanto dio dei cieli, delle tempeste e dei fulmini, Zeus vanta un controllo assoluto su tutti i fenomeni atmosferici, al punto da piegare il clima stesso alla sua volontà. La sua arma principale è il fulmine ed è quindi in grado di evocarli a piacimento in battaglia; tali folgori hanno una forza tale da distruggere città intere e, potenzialmente, uccidere esseri antichi e potenti come i titani, come visto nello scontro con Gaia. Può assumere dimensioni gigantesche, mutare forma e sopravvivere a ferite che sarebbero fatali per chiunque altro, divinità comprese. È stato lui, inoltre, a creare l'arma più potente che il mondo abbia mai visto, la Spada dell'Olimpo, infusa della forza del cielo e della terra, arma da lui stesso usata per porre fine alla prima Grande guerra contro i titani. In God of War (2005) sostiene Kratos nella sua vendetta contro Ares (donandogli anche una piccola parte del suo potere) ma, dopo che lo spartano apre il vaso di Pandora, i mali al suo interno si liberano, e Zeus viene infettato dalla paura. Inizialmente un dio benevolo e giusto, il male scaturito dal vaso lo trasforma in un tiranno crudele e paranoico, terrorizzato all'idea che Kratos porti a compimento un'antica profezia che preannunciava la caduta dell'Olimpo per mano di un "guerriero marchiato", evento che Zeus credeva di aver scongiurato dopo aver fatto imprigionare nel regno della morte Deimos, fratello di Kratos ("marchiato" dalla nascita da una vistosa voglia rossa che, in seguito, avrebbe adornato anche il corpo di Kratos quando questi, per onorare il fratello, si fece tatuare il medesimo marchio). A seguito degli eventi di God of War: Ghost of Sparta e God of War: Betrayal e dopo numerosi avvertimento da parte dell'Olimpo, resosi ormai conto della terribile minaccia rappresentata dal figlio, organizza un piano per liberarsene definitivamente: mentre l'esercito spartano guidato da Kratos assedia Rodi, Zeus gli sottrae (non riconosciuto) parte della sua forza divina e la infonde nel Colosso della città, che si scaglia contro il dio della guerra. Il re degli dèi lo induce quindi a riversare ciò che rimane dei suoi poteri all'interno della Spada dell'Olimpo, così da abbattere il gigantesco automa. Sconfitto l'avversario, Kratos realizza di essere tornato mortale dopo essere stato ferito gravemente; sopraggiunge Zeus che, pur avendo offerto la salvezza al figlio in cambio della promessa di servirlo per sempre, si ritrova costretto a ucciderlo con la Spada a seguito del suo rifiuto, annientando al contempo l'esercito spartano che patteggiava per il loro dio. Successivamente si recherà pure a Sparta, radendola al suolo. A sua insaputa, Kratos viene riportato in vita da Gaia per aiutare i titani a prendersi la loro vendetta contro gli dèi e, dopo aver sconfitto le Parche ed essersi impossessato del proprio filo del destino, torna indietro nel tempo al momento esatto del tradimento da parte di Zeus. Colto di sorpresa e privato della Spada dell'Olimpo, sta per essere ucciso dal figlio, ma Atena interviene nello scontro, facendo da scudo al padre e venendo uccisa al suo posto. Tornato sull'Olimpo e radunati gli dèi a lui fedeli, organizza la difesa della montagna assediata dai titani (trasportati nel presente da Kratos). Scaglia giù dalla cima sia lo spartano che Gaia, per poi dare battaglia a entrambi alla fine di tutto. Apparentemente ucciso dopo un lungo e furioso scontro, riappare in forma eterea e fa sprofondare Kratos nell'oscurità della sua psiche, da cui quest'ultimo riesce a emergere grazie al ricordo di Pandora. Risvegliato il potere della Speranza, dormiente da anni dentro di lui, e infuso della sua forza, il Fantasma di Sparta si scaglia un'ultima volta contro il padre e lo uccide a mani nude: con la morte di Zeus la Grecia, già devastata a seguito della scomparsa degli dèi, sprofonda nuovamente nel Caos primordiale. È doppiato da Corey Burton (doppiaggio originale) e da Natale Ciravolo (doppiaggio italiano).

- Poseidone: fratello di Zeus e Ade, e figlio di Crono, nonché una delle tre divinità dell'Olimpo più potenti. È il dio del mare, delle tempeste, dei terremoti e dei cavalli, e in quanto tale può controllare l'acqua a suo piacimento, plasmandola in forma di ippocampi (che nel gioco vengono rappresentati come cavalli d'acqua con zampe da granchio), e assumere la forma di un gigante di acqua e scogli. In God of War (2005), insieme ai suoi fratelli, aiuta Kratos a sconfiggere Ares donandogli una piccola parte della sua forza, ma dopo che Kratos apre il vaso di Pandora viene infettato dall'ira, che lo spinge a provare un'estrema rabbia verso Kratos a causa della distruzione di Atlantide, causata dallo spartano in Ghost of Sparta, giurando vendetta contro di lui. In God of War II, infatti, complotta con gli altri dèi per uccidere Kratos, mandandogli contro il Kraken, mentre in God of War III, quando Kratos arriva sull'Olimpo insieme ai titani, decide di fronteggiare lui stesso lo spartano. Kratos, con l'aiuto di Gaia, riesce a indebolire Poseidone e alla fine lo spartano uccide a sangue freddo la divinità dei mari spezzandogli l'osso del collo. Con la sua morte, la Grecia viene completamente sommersa dalle acque. È doppiato da Fred Tatasciore (doppiaggio originale) e da Riccardo Rovatti (doppiaggio italiano).

- Ade: fratello di Poseidone e Zeus, e figlio di Crono, nonché una delle tre divinità dell'Olimpo più potenti. È il dio degli Inferi e, a differenza degli altri dèi, non gli importa di quello che accade nell'Olimpo e nel regno mortale, ma solamente del suo regno e di sua moglie Persefone, nonostante quest'ultima lo odi. Quando viene uccisa da Kratos, il signore degli inferi costruisce un'enorme tomba per sua moglie e giura vendetta contro lo spartano. Possiede un aspetto ripugnante rispetto agli altri dèi olimpici, indossa un elmo con corna da cui fuoriesce del fumo e l'intero suo corpo è trafitto da lame appuntite che gli fanno fuoriuscire sangue. Come Zeus, può assumere sembianze gigantesche e come arma utilizza una coppia di uncini per assorbire l'anima delle persone. In God of War (2005), insieme ai suoi fratelli, aiuta Kratos a sconfiggere Ares donandogli una piccola parte della sua forza, ma dopo che Kratos apre il vaso di Pandora viene infettato dall'odio, che lo spinge a giurare vendetta contro lo spartano per l'uccisione di sua moglie (uccisa da Kratos in Chains of Olympus). In God of War III, quando Kratos cade negli Inferi, Ade decide di affrontarlo e alla fine lo spartano lo uccide strappandogli l'anima e lasciandolo in balia delle sue stesse anime dannate. Con la sua morte, le anime dei defunti cominciano a vagare senza meta in cerca di redenzione. Essendo il dio degli Inferi, è in grado di controllare le anime e strappare l'anima a ogni essere vivente (titano, dio o mortale) grazie alle sue catene. È doppiato da Clancy Brown (doppiaggio originale) e da Gianni Gaude (doppiaggio italiano).

- Ares: figlio di Zeus ed Era, nonché principale antagonista di God of War (2005). È il dio della guerra, e come tale è un maestro nell'arte del combattimento e sa riconoscere il valore dei veri guerrieri come ha fatto con Kratos. Infatti, quando Kratos era sul punto di morire vendette l'anima ad Ares e, in cambio, il dio della guerra lo salvò e gli donò le Lame del Caos. Da quel giorno Kratos divenne un servo di Ares, uccidendo chiunque gli ordinasse. Ares, affascinato dalla potenza dello spartano, decise di legarlo a lui attraverso tre prove di sangue (versare il sangue dei nemici, degli innocenti e della sua famiglia) facendogli uccidere la moglie e la figlia. Infatti, come si scopre in Ascension, Ares voleva servirsi di Kratos per sconfiggere Zeus e governare l'Olimpo. È crudele, sadico e violento, e adora scatenare morte e distruzione nel mondo; inoltre, è molto ambizioso e il suo vero intento è quello di uccidere suo padre Zeus e governare l'Olimpo. Da sempre invidioso di Atena, essendo la figlia prediletta di Zeus, Ares cerca sempre di ottenere l'approvazione del padre, senza successo. Il suo odio e la sua gelosia per sua sorella lo spingono a tentare di distruggere la città sacra di Atene e a detronizzare Zeus attraverso Kratos. Considera i legami familiari una debolezza; infatti, non gli importa nulla dei suoi fratelli, sorelle e numerosi figli. Indossa una possente armatura rossa e i suoi capelli sono infuocati. In battaglia utilizza una grossa spada e dalla schiena può farsi comparire degli enormi artigli che lo fanno assomigliare a un ragno; infine, può diventare gigantesco. In passato lui e Atena rapirono Deimos quando era solo un bambino perché, secondo una profezia, un guerriero marchiato avrebbe distrutto l'Olimpo, ma i due dèi sbagliarono perché, in realtà, la profezia si riferiva a Kratos. In God of War (2005) muove guerra contro Atena e la sua città, ma lo spartano, aiutato dagli dèi e dalla Speranza del vaso di Pandora, riesce a ucciderlo. Con la sua morte, Kratos diventa il nuovo dio della guerra. In God of War III' è possibile vedere il suo cadavere congelato. È doppiato da Steve Blum (doppiaggio originale) e da Gianni Gaude (doppiaggio italiano).

- Era: dea del matrimonio, della fedeltà coniugale e del parto, è la moglie di Zeus nonché la sovrana dell'Olimpo e madre di gran parte degli olimpici. Compare solo in God of War III, dove viene rappresentata come una donna di mezza età ma ancora affascinante che, come nel mito originale, non sopporta i continui tradimenti da parte di Zeus e i suoi figli illegittimi. Dopo che Kratos apre il vaso di Pandora viene infettata dall'accidia; infatti, non combatte mai lo spartano in prima persona, ma gli scaglia invece contro il suo fratellastro Ercole. Nonostante ciò, tiene ancora a cuore il suo compito; infatti, rimprovera Kratos che, per colpa delle sue azioni, sta causando la distruzione del mondo e che ogni pianta sta morendo. Trova la sua fine dopo che Kratos ha sconfitto Ercole e raggiunge nuovamente i suoi giardini; Era comincia a insultarlo, ma Kratos la ignora perché non ne vale la pena sporcarsi le mani con lei, ma, appena la dea comincia a insultare Pandora, Kratos la uccide spezzandole il collo. Con la sua morte, la natura comincia ad appassire fino a morire. È doppiata da Adrienne Barbeau (doppiaggio originale) e da Stefania Patruno (doppiaggio italiano).

- Ermes: dio della velocità nonché messaggero degli déi, che compare solo in God of War III. Perennemente scherzoso e giocoso con i suoi nemici; anche quando combatte, li provoca spesso, dal momento che, essendo il più veloce, è sicuro delle sue potenzialità e convinto che nessuno lo possa raggiungere. Queste caratteristiche vengono accentuate quando, dopo che Kratos apre il vaso di Pandora, viene infettato dalla superbia. Quando Kratos raggiunge l'Olimpo, Ermes lo sfida mettendolo in difficoltà con la sua velocità; tuttavia Kratos, grazie a uno stratagemma, riesce a intrappolarlo in uno spazio chiuso. Dopo averlo sconfitto, gli taglia le gambe, facendolo morire dissanguato e rubandogli i suoi speciali stivali che gli permettono di correre veloce. Con la sua morte, in tutta la Grecia si diffonde una pestilenza che uccide ogni vita presente. È doppiato da Greg Ellis (doppiaggio originale) e da Daniele Demma (doppiaggio italiano).

- Elio: dio del sole, figlio dei titani Teia e Iperione nonché fratello di Eos e cugino di Zeus. Viene rappresentato come un uomo con un'armatura luccicante in sella a una biga volante trainata da cavalli di fuoco. In Chains of Olympus viene rapito da Atlante per ordine di Persefone; quest'ultima, infatti, vuole utilizzare il suo potere per far crollare il pilastro del mondo per distruggere sia la terra che gli Inferi. Atena e la sorella Eos inviano quindi Kratos in aiuto di Elio e alla fine lo spartano riesce a sconfiggere e a uccidere Persefone, liberando Elio. Dopo che Kratos apre il vaso di Pandora viene infettato dall'inganno; infatti, in God of War III Kratos lo incontra presso la città di Olimpia intento a combattere contro il titano Perse. Ferito gravemente dal titano, Elio tenta senza successo di ingannare Kratos ma, dopo un vano tentativo di difendersi, alla fine quest'ultimo lo ucciderà strappandogli la testa a mani nude. Successivamente Kratos utilizza la testa di Elio per farsi luce nelle aree più buie dell'Olimpo. Con la sua morte, il sole viene oscurato da una spessa coltre di nuvole. In God of War: Ragnarok appare nel DLC Valhalla quando Kratos e Mimir si addentrano nel Valhalla, il luogo ricrea paesaggi della Grecia e, al posto della testa di Mimir, compare la testa di Elio con i ricordi di tutta la sua vita e rancoroso verso lo spartano, ricordandogli in continuazione il mostro che ha devastato la Grecia. È doppiato da Crispin Freeman (doppiaggio originale) e da Luigi Rosa (doppiaggio italiano).

- Persefone: dea dell'Oltretomba e moglie di Ade, è la principale antagonista di Chains of Olympus. È una donna affascinante e sensuale, che odia profondamente la sua vita perché è stata costretta a sposare un uomo che non ama e a svolgere un compito che non vuole. È amareggiata dalla sua vita e col tempo ha trasformato la sua tristezza in sete di vendetta contro gli dèi dell'Olimpo e del mondo intero. Per raggiungere il suo piano di vendetta non si fa scrupoli ed è disposta a uccidere chiunque intralci la sua strada. È talmente esasperata dalla sua vita che vede tutto negativamente. Per vendicarsi degli dèi e del mondo, si allea con il titano Atlante, inviandolo a rapire Elio per poter utilizzare il suo potere per distruggere il pilastro del mondo, facendo crollare la terra. Atena ed Eos inviano Kratos a fermare Persefone e lo spartano, dopo un duro combattimento, riesce a ucciderla con il guanto di Zeus e a liberare Elio. È la prima divinità olimpica a essere uccisa da Kratos. In battaglia indossa un'armatura classica greca e le compaiono delle ali che le permettono di essere più veloce. Non utilizza armi, ma combatte a mani nude, dimostrando un'incredibile forza. Nonostante il suo corpo esploda, in God of War III il suo cadavere viene rivisto in una teca di vetro negli Inferi. È doppiata da Marina Gordon (doppiaggio originale)

- Afrodite: dea della bellezza, della sensualità e dell'amore. Infatti, nonostante sia la moglie di Efesto, seduce sempre gli altri dèi e mortali. In God of War (2005) aiuta Kratos a sconfiggere Ares mandandogli contro Medusa, in modo che lo spartano possa prendere la sua testa. Dopo che Kratos apre il vaso di Pandora viene infettata dalla lussuria, che accentua i tratti suoi e delle sue serve, con le quali effettua spesso atti sessuali. In God of War III, infatti, viene mostrato che l'unica cosa che le importa è il sesso, rimanendo indifferente della guerra tra Kratos e Zeus, verso cui preferisce rimanere neutrale. Nonostante ciò, aiuta Kratos ad azionare i ponti e gli suggerisce di recarsi da suo marito Efesto. Dopo che Kratos uccide Zeus, il suo destino è sconosciuto. È doppiata da Carole Ruggier (doppiaggio originale) e da Aglaia Zannetti (doppiaggio italiano)

- Efesto: dio delle fucine, del fuoco, dell'ingegneria, della scultura, della metallurgia e dei vulcani, che compare solo in God of War III. È il creatore del vaso di Pandora, che creò su ordine di Zeus per contenere i mali scaturiti dalla grande guerra contro i titani, e della stessa Pandora, ossia la chiave del vaso. Col tempo, Efesto si affezionò a lei, considerandola come una figlia, tanto da nasconderla a Zeus, e successivamente ripose il vaso nel tempio di Pandora che si trovava sulla schiena di Crono, in modo che nessuno potesse trovarlo. Dopo che Kratos aprì il vaso, Zeus cambiò e scoprì l'inganno di Efesto; così, dopo averlo torturato, scoprì la verità su Pandora, ripudiandolo dall'Olimpo e rinchiudendolo nel Tartaro. Anche lui viene infettato da uno dei mali del vaso, la tristezza: infatti, pieno di tristezza e depressione dopo che Zeus lo torturò e lo sfigurò, tenta di uccidere Kratos mandandolo a recuperare la pietra di Omphalos da Crono. Vedendo però il ritorno di Kratos, Efesto, dopo aver creato per lui le Fruste di Nemesi, lo attacca alle spalle cercando di ucciderlo, venendo però impalato con la sua stessa incudine. Prima di morire, Efesto supplica Kratos di risparmiare Pandora. Il suo doppiatore originale è Rip Torn, che aveva doppiato Zeus nel film Disney Hercules[1], mentre in italiano è Tony Fuochi.

- Eos: dea dell'alba, nonché sorella di Elio, compare solo in Chains of Olympus. Viene rappresentata come una giovane donna di bell'aspetto con una carnagione chiara e capelli rosso fuoco. Indossa solamente una gonna e un velo che copre molto poco il suo viso, mentre il seno è lasciato scoperto. Quando Elio viene rapito da Atlante, ella chiede aiuto a Kratos nell'andare a salvare Elio. Infatti, come affermato da lei stessa, il suo potere è strettamente collegato a quello di suo fratello e, di conseguenza, se scompare il sole anche lei perde i poteri. Quando Kratos comincia la guerra contro gli dèi dell'Olimpo il suo destino è sconosciuto, ma è possibile che abbia cessato di esistere quando Kratos ha ucciso Elio.

- Tanato: è la personificazione della morte nonché padre di Erinni. Figura tetra e spirituale che assomiglia di più a un demone. Stando a quanto dice lui stesso è la divinità più antica di tutte, nonché il signore del Regno della morte, un'altra dimensione a cavallo tra la Terra e gli Inferi. È il principale antagonista di Ghost of Sparta, dove rapisce Deimos. Dopo aver raggiunto il suo regno, Kratos riesce a liberare il fratello dalle grinfie di Tanato, ma questi decide di vendicarsi di entrambi per la morte di sua figlia Erinni; nonostante Tanato riesca a uccidere Deimos, troverà la morte per mano di Kratos. In seguito alla sua vittoria su Tanato, Kratos diventa "Morte, il distruttore di mondi", e ciò, unito alla promessa che gli olimpici avrebbero pagato per le sofferenze di Deimos e Callisto, trasforma la tensione tra il Fantasma di Sparta e gli dèi greci in una guerra totale che porterà alla distruzione dell'Olimpo. È doppiato da Arthur Burghardt (doppiaggio originale) e da Oliviero Corbetta (doppiaggio italiano).

- Morfeo: dio dei sogni e antagonista secondario di Chains of Olympus. Quando Persefone rapisce Elio e fa sparire il sole, Morfeo, con i suoi poteri, avvolge la Grecia in una fitta nebbia che fa cadere in un lungo sonno tutti gli esseri viventi, compresi gli dèi. Quando Kratos salva Elio, questi fa comparire di nuovo il sole e libera tutti dalla maledizione del sonno di Morfeo. Quando Kratos comincia la guerra contro gli dèi dell'Olimpo, il suo destino è sconosciuto.

- Artemide: dea della caccia, della fertilità, del parto, della protezione e della Luna. Non è mai apparsa completamente e solo il suo viso viene mostrato in God of War (2005), dove si mostra come una donna molto affascinante, ricoperta da folte foglie e con due piccole corna in testa. Quando Kratos entra nel tempio di Pandora, ella gli appare donandogli la sua spada che, a suo dire, ha usato per uccidere un titano. Quando Kratos comincia la guerra contro gli dèi dell'Olimpo il suo destino è sconosciuto; dal momento però che in God of War III è possibile vedere la luna non oscurata dalle nubi (a differenza del sole di Elio) potrebbe essere un segno che è ancora viva.

- Apollo: dio dell'arte, dell'illuminazione interiore e della profezia, nonché fratello di Artemide. Non compare fisicamente in nessun capitolo della saga (nel terzo si può usare il suo arco come arma), ma viene solo menzionato in Ascension, quando Kratos approda sull'isola di Delo, dove si trova l'enorme statua dedicata al dio, costruita da Archimede dopo che con quest'ultimo strinse un patto, in cui gli giurò che avrebbe costruito per lui un sontuoso tributo sulla sua isola nativa. Ignoto è il suo destino nella battaglia fra Kratos e l'Olimpo. Nella versione God of War III Remastered per PS4 è giocabile come costume alternativo di Kratos, una volta finito il gioco.

### Déi norreni
- Odino: è il re degli Aesir e di Asgard, nonché il padre di Thor, Baldur, Týr ed Heimdall, ed ex-marito di Freya. È il dio della saggezza, della poesia e della magia. È il principale antagonista di God of War Ragnarök. All'inizio dei tempi, pur di ottenere il potere sul creato, uccise Ymir, il gigante primordiale della creazione, per sostituirsi a lui, diventare il sovrano della creazione e governare sui Nove regni. Sul luogo dove uccise Ymir costruì Asgard e successivamente fece a pezzi il cadavere di Ymir, usandolo per creare Midgard. Odino, infine, giustificò quelle terribili azioni affermando che voleva solo difendere la sua posizione quando, invece, aveva sempre mirato a essere il padrone del creato. Odino è un dio estremamente crudele, tanto da uccidere anche per divertimento, e altrettanto paranoico riguardo a qualsiasi cosa che ritiene possa minacciare il suo dominio e quello degli Aesir. Infatti, è ossessionato dal futuro e vorrebbe sapere il suo destino per rimanere per sempre il re di Asgard. Non esiterebbe perfino a uccidere anche i suoi figli se servisse a rimanere sul trono e a salvare gli Aesir; infatti, si mise contro suo figlio Týr quando egli tentò di salvare i giganti dallo sterminio. Elimina senza pietà chiunque ostacoli il raggiungimento dei suoi obiettivi e non si fa scrupoli a ingannare chiunque per ottenere quello che vuole; infatti, ha sposato Freya solamente per apprendere la magia Vanir e per distruggere il suo regno. Voleva immensamente conoscere l'incantesimo di immortalità che Freya fece al loro figlio Baldur, poiché grazie a quello sarebbe diventato invincibile e avrebbe potuto sventare tutte le minacce di cui era paranoico. Freya però, aveva compreso ormai la sua reale natura e si rifiutò. Non potendo più ottenere nulla da lei, Odino le strappò le ali di valchiria, e con un incantesimo la esiliò a Midgard, confinandola in un bosco che non può lasciare. La prima volta che lo si incontra si dimostra una persona cordiale, socievole e molto altruista, ma in realtà sta solo fingendo per circuire la persona, portarla dalla sua parte e sfruttarla finché gli è utile. Non sopporta i traditori e si diverte molto a torturare i suoi prigionieri; infatti, quando Mimir si è ribellato a lui, l'ha imprigionato in un albero e per oltre 109 anni si è recato da lui per torturarlo. Nonostante sia una persona senza cuore, è estremamente intelligente e pianifica ogni cosa minuziosamente. Il suo figlio preferito è Baldur e considera Thor solamente una macchina da guerra incapace di prendere decisioni. È conosciuto anche come Dio dei corvi e, sparsi nei Nove regni, ci sono dei corvi che osservano ogni cosa per poi riferirla a lui, ma in realtà i corvi sono le anime umane di bambini a lui sacrificati dalla loro madre e dal loro padre per essere entrambi immortali come parte di un patto con Odino. Odino però non onorò il patto e trasformò la donna in una sorta di strega a fare la guardia davanti all'Albero dei corvi, in cui le anime dei bambini avrebbero preso l'aspetto di corvi spirituali che, se distrutti, sarebbero riformati all'interno dell'Albero dei corvi al quale sono vincolati, mentre il marito fu trasformato in un drago a vegliare sull'albero insieme alla moglie. Kratos, scoperto ciò dopo aver distrutto i corvi nei vari regni, si dirige al luogo dove si trova l'albero e insieme ad Atreus uccide la strega e il drago liberando così le anime dei bambini dal loro vincolo con Odino; inoltre, possiede due corvi personali chiamati Huginn e Muninn che utilizza per teletrasportarsi. Sebbene non appaia in God of War (2018), è lui l'artefice di tutti gli eventi. In God of War Ragnarök invita Atreus ad Asgard e insieme cercano di ricomporre una maschera che garantirebbe l'accesso a un sapere sconfinato per cercare di ottenere in realtà il potere della creazione di Ymir in modo da potersi svincolare dal suo destino nel Ragnarok, poiché era stato profetizzato che sarebbe morto durante il conflitto, e con il potere della maschera avrebbe potuto ottenere il potere della creazione di Ymir, modificando la realtà e ritessendo il filo del destino, cambiando così il suo fato, rimanendo il re dei Nove regni per sempre, ma nel mentre, con l'aspetto di Týr, spia i suoi nemici e quando viene scoperto uccide Brok, rivelandosi anche l'assassino di Faye, spiegando che aveva ucciso la donna perché era un continuo ostacolo ai suoi piani. Durante il Ragnarök uccide Thor perché non ha ucciso Kratos, iniziando poi una furente battaglia contro il Fantasma di Sparta, Atreus e Freya, venendo sconfitto. Infine, la sua anima viene sigillata dentro una biglia magica che poi viene distrutta da Sindri, uccidendolo definitivamente. È doppiato da Richard Schiff (doppiaggio originale) e da Antonio Palumbo (doppiaggio italiano).

- Thor: è un Aesir, figlio secondogenito di Odino, fratello minore di Týr e maggiore di Baldur. È l'antagonista secondario di God of War Ragnarök. È il padre di Magni, Modi e Thrud, nonché marito di Sif. È il dio del tuono, dei fulmini, delle tempeste e della forza. Mimir afferma che, nonostante Odino sia un uomo crudele e senza scrupoli, Thor è anche peggio, definendolo il peggiore degli déi norreni. In God Of War (2018), appare solamente nel finale, dove si dirige a casa di Kratos e Atreus alla fine del Fimbulvetr per sfidarli. Se Odino è paranoico riguardo al futuro e alla supremazia assoluta, Thor è famoso per essere spietato, crudele e sanguinario con chiunque. Lui ama la guerra e si autodefinisce un distruttore. Nonostante non lo vuole dimostrare, ama moltissimo sua moglie e i suoi figli. Il suo carattere violento è dovuto dall'influenza di Odino che, fin da bambino, lo ha costretto a fare qualsiasi cosa desiderasse, creando così un odio verso suo padre. Nonostante tutto, Thor cerca sempre di ottenere l'approvazione di Odino ed è molto geloso di Baldur, essendo quest'ultimo il figlio preferito di Odino. Nonostante Thor sia molto più forte di Odino, è talmente succube da non riuscire a reagire quando lo umilia di fronte a tutti. Questa sua frustrazione a sua volta la trasmette verso il figlio Modi, che considera una nullità; infatti, quando è fuggito da Kratos, lo ha picchiato definendolo un codardo. Per sopportare le continue umiliazioni si reca spesso alla taverna a ubriacarsi e a scatenare risse. Essendo il dio del tuono in combattimento sfrutta i fulmini come arma; inoltre, brandisce il martello Mjolnir, che scaglia contro i nemici e che può ritornare in mano al suo proprietario. In God of War: Ragnarök, per ordine di Odino, aiuterà Atreus a trovare i pezzi della maschera e durante il Ragnarök affronterà Kratos, venendo sconfitto, ma lo spartano non lo ucciderà e gli farà capire che si può cambiare e che per il bene dei loro figli devono essere migliori di ciò che sono stati, imparando a perdonarsi per i propri errori. Quando Odino giunge sul luogo, vedendo il tradimento di suo figlio, lo uccide. È doppiato da Ryan Hurst (doppiaggio originale) e da Dario Oppido (doppiaggio italiano).

- Baldur: è un Aesir, figlio di Odino e di Freya, fratello minore di Týr e Thor, nonché principale antagonista di God of War (2018). È il dio del sole e della luce, e come suo fratello e suo padre, anche Baldur è spietato e crudele, ma a differenza di suo fratello odia combattere e in genere preferisce risolvere i problemi con le parole, dimostrandosi molto più diplomatico. È diventato malvagio a causa di un sortilegio fattogli da sua madre, che lo ha reso immortale, ma gli ha fatto perdere la capacità di sentire ogni cosa: Baldur, infatti, non sente dolore, non sente freddo o caldo, non riesce a sentire il sapore del cibo o i piaceri di un rapporto sessuale. A causa di questo suo maleficio è diventato paranoico. Nel romanzo tratto dal videogioco viene rivelato che l'incantesimo di Freya ha reso Baldur sterile, impedendogli di avere figli. Baldur è inoltre un tipo molto loquace e mentre combatte parla spesso, perché tanto sa di vincere. Ha provato a suicidarsi centoventinove volte per potersi liberare dal tormento, ma invano. Odino lo invia da Kratos per chiedergli di Laufey credendo che l'avrebbe condotto nella terra dei giganti. Baldur affronta numerose volte lo spartano e alla fine, nella loro ultima battaglia, il norreno viene ferito da una freccia di vischio di Atreus; così facendo Baldur viene liberato dal sortilegio, potendo di nuovo sentire ogni cosa e tornando mortale. Alla fine, dopo una dura battaglia, Kratos è costretto con riluttanza a uccidere Baldur spezzandogli l'osso del collo, per impedire che uccidesse Freya. Poco dopo la fine del viaggio, Atreus, domanda a Mimir se Freya fosse in grado di usare l'incantesimo che fece su di lui, per riportare in vita il figlio. Mimir afferma che è possibile, tuttavia tale magia trasforma l'individuo in questione in una sorta di non morto e tale condizione sarebbe terribile. Mimir non avuto difficoltà ad adattarvicisi, poiché è stato resuscitato solo come testa, affermando che Freya non è così folle da spingersi a rendere suo figlio un non morto, dopo averlo maledetto con l'incantesimo che lo rese invulnerabile per 109 anni. È doppiato da Jeremy Davies (doppiaggio originale) e da Daniele Raffaeli (doppiaggio italiano).

- Magni: figlio primogenito di Thor e della gigantessa Járnsaxa, fratellastro di Modi e Thrud. Figlio preferito di Thor, rinfaccia spesso questa cosa a suo fratello Modi, facendolo sentire inutile; nonostante ciò, i due tendono spesso a combattere in coppia. Magni ha il potere del fulmine come suo padre e combatte con un grosso spadone. Lui e Modi non sono ben visti ad Asgard, perché vengono considerati dei guerrafondai privi di intelligenza, tanto che Odino stesso li considera degli incapaci. Ad Asgard hanno la brutta fama di essere soprannominati "I figli scemi di Thor". In God of War (2018), insieme allo zio Baldur, lui e Modi si mettono sulle tracce di Kratos e Atreus, riuscendo a rintracciarli vicino al corpo deceduto del gigante Thamur. Alla fine, Kratos ucciderà Magni conficcandogli il Leviatano in faccia, mentre Modi sarà costretto a fuggire. È doppiato da Troy Baker (doppiaggio originale) e da Achille D'Aniello (doppiaggio italiano).

- Modi: figlio di Thor e Sif, fratellastro di Magni e fratello maggiore di Thrud. Perennemente umiliato da suo fratello Magni per essere il figlio odiato da Thor, cerca sempre di ottenere l'approvazione di suo padre, ma sempre senza successo. Nonostante lui e Magni litighino spesso, combattono sempre in coppia. Modi possiede il potere del fulmine come suo padre e combatte con scudo e mazza. Lui e Magni non sono ben visti ad Asgard perché vengono considerati dei guerrafondai privi di intelligenza, tanto che Odino stesso li considera degli incapaci. Ad Asgard hanno la brutta fama di essere soprannominati "I figli scemi di Thor". In God of War (2018), insieme allo zio Baldur, lui e Magni si mettono sulle tracce di Kratos e Atreus, riuscendo a rintracciarli vicino al corpo deceduto del gigante Thamur. Quando Magni viene ucciso, Modi si ritira e, tornato ad Asgard, viene picchiato da suo padre per essere fuggito dalla battaglia come un codardo, ma soprattutto per aver fatto morire Magni. Disperato e ferito, cerca nuovamente Kratos e Atreus, ma non è in grado di combattere e alla fine viene ucciso da Atreus, che lo pugnala alla gola e lo butta in un precipizio. È doppiato da Nolan North (doppiaggio originale) e da Gerolamo Alchieri (doppiaggio italiano).

- Týr: è un Aesir ed è il dio della guerra, nonché figlio di Odino e fratellastro maggiore di Thor e Baldur, e zio di Thrud. Non appare mai in God of War (2018), ma viene nominato spesso e le sue ricerche aiutano Kratos e Atreus ad andare nella terra dei giganti. Nonostante fosse il dio della guerra, combatteva per la pace; infatti, cercò di fare da mediatore nella guerra tra Aesir e Vanir. Mimir lo descrive come una persona estremamente buona e gentile nonché il più affidabile degli déi norreni. È un dio benevolo che ama viaggiare per il mondo per conoscere altre culture e aiutare il prossimo. Ogni volta che torna dai suoi viaggi si porta dietro dei doni ricevuti nei luoghi dove si era recato. È conosciuto in gran parte del mondo: infatti, nella Camera di Týr, all'interno del tempio a lui consacrato al centro del lago dei Nove e usato per viaggiare tra i mondi, si scopre che ha viaggiato in Egitto, nell'America precolombiana, in Giappone e perfino in Grecia, dove tra i suoi cimeli c'è un vaso con sopra disegnato Kratos con le Lame del Caos. Ciò fa presupporre che Týr, possa avere avuto contatti con gli déi della Grecia. Dopo aver scoperto l'inganno di Odino, aiutò i giganti a fuggire da Midgard e a distruggere ogni collegamento col loro mondo. Tuttavia, creò un passaggio nascosto che solo lui poteva usare per recarsi a Jötunheim. Odino, alla fine, lo uccise, considerandolo una minaccia. In God of War: Ragnarök si scopre che è ancora vivo e viene liberato da Kratos e Atreus a Svartalfheim. Viene poi condotto nella casa di Sindri e Brok, dove Kratos e Atreus si sono rifugiati. Tempo dopo, però, si scopre che il Týr liberato da Kratos e Atreus era Odino travestito, e quando viene scoperto uccide Brok. Dopo la morte di Odino e la caduta di Asgard, Kratos e Freya trovano il vero Týr in una prigione a Niflheim. Dopo aver ottenuto la libertà, viaggia per i Nove regni per osservare lo stato in cui si trovano. Ha l'aspetto di un uomo gigantesco dai lunghi capelli chiari e con una folta barba e i suoi occhi, come quelli di Mimir, sono delle gemme magiche che gli permettono di viaggiare tra i regni. Mimir rivelerà che come nel mito originale, Týr riuscì a distrarre Garm per imprigionarlo, lasciando che questi gli divorasse il braccio, mentre gli mettevano la catena. Týr senza alcuno sforzo, se lo fece ricrescere definito da Mimir un dio pieno di risorse. È possibile che avendo viaggiato così allungo, Týr abbia imparato molte abilità dagli altri dei con cui è stato in contatto. Nel DLC Valhalla invita Kratos a entrare nel Valhalla per prepararlo a sedere sul suo trono come nuovo dio della guerra e prepara varie prove per poi affrontare lo spartano direttamente e qui dimostra una forza mostruosa e vari tipi di combattimento e armi che ha imparato e ottenuto nei suoi viaggi per il mondo. Kratos stesso afferma che Týr è uno dei guerrieri più forti che abbia affrontato. È doppiato da Ben Prendergast (doppiaggio originale) e da Gabriele Sabatini (doppiaggio italiano).

- Heimdall: figlio di Odino, fratellastro minore di Thor e fratellastro maggiore di Baldur. È un Aesir ed è il dio della preveggenza, della sorveglianza, dell'ordine e della prescienza, nonché guardiano di Asgard e araldo del Ragnarök (in quanto custode del Gjallarhorn, un corno che, una volta suonato, preannuncia l'arrivo del Ragnarök). Possiede il potere della chiaroveggenza, in una forma così acuta che è in grado di vedere qualsiasi cosa nel futuro di pochi secondi, cosa che gli permette di schivare qualsiasi attacco con facilità; infatti, durante lo scontro contro Kratos, lui stesso afferma che è passato molto tempo dall'ultima volta che un nemico è riuscito a colpirlo. È in grado di sentire anche le intenzioni delle persone solamente guardandole negli occhi. Fedele a Odino in ogni sua decisione, è arrogante, crudele, irriverente, vendicativo e con un ego smisurato, oltre a essere un razzista verso i figli mezzosangue degli déi. Il suo potere di prevedere qualsiasi cosa ha aumentato il suo ego a tal punto da convincersi essere superiore a qualsiasi Aesir nonché il guerriero più forte di Asgard, al pari di Thor, che lui stesso dichiara (forse mentendo) di non temere. Gli piace irritare chiunque, anche i suoi familiari, tanto che l'unico che rispetta è suo padre Odino. Possiede anche una cavalcatura personale, ovvero un gradungr che ha chiamato Gulltoppr. Compare in God of War: Ragnarök, quando cerca di impedire ad Atreus di entrare ad Asgard, ma viene fermato da Thor e Odino. Tempo dopo, Odino invia gli einherjar a Vanheim per catturare Freyr e, come supporto, invia anche Heimdall. Qui inizia a combattere contro Kratos e, nonostante i suoi poteri di chiaroveggenza, viene sopraffatto da Kratos, che però decide di risparmiarlo; quando Heimdall realizza che è proprio Atreus il motivo per cui Kratos non lo vuole uccidere (poiché Atreus aveva supplicato il padre di non uccidere Heimdall, a meno che non avesse altra scelta), incapace di accettare la misericordia mostratagli e di poter essere sconfitto, Heimdall si scaglia con violenza contro Kratos, minacciando di uccidere il ragazzo nei modi più terrificanti. Ironia della sorte sarà proprio questo a portarlo alla morte poiché Kratos, rendendosi conto che Heimdall, finché fosse rimasto in vita, sarebbe stato sempre un pericolo per Atreus, decide di uccidere il malvagio dio Aesir strangolandolo a mani nude, impadronendosi poi sia della spada Hofud di Heimdall che del Gjallarhorn. È doppiato da Scott Porter (doppiaggio originale) e da Manuel Meli (doppiaggio italiano).

- Sif: è un'Aesir, dea del grano, del raccolto e della famiglia. È la moglie di Thor, madre di Modi e Thrud e matrigna di Magni. Funge da diplomatica ad Asgard. È una donna molto bella e avvenente, con la pelle molto chiara e dei lunghissimi capelli biondi, avvolti in una treccia che tiene rivolta in avanti. Brok stesso la definisce una delle dee più belle e sensuali di Asgard. È una donna premurosa e una madre amorevole, vuole molto bene a Thor e ai loro figli, perfino a Magni, anche se non è biologicamente figlio suo. Nonostante lavori come diplomatica per Odino, lo odia profondamente ed è a conoscenza della sua vera natura. Soprattutto, Sif teme che la follia di Odino li porterà alla distruzione. Appare la prima volta in God of War: Ragnarök e non è molto contenta dell'arrivo di Atreus ad Asgard, accusandolo della morte di Magni e Modi. Thurd litigherà con lei, insistendo che dovrebbe essere più gentile con Atreus, insistendo che non è un nemico. Con la morte di Modi e Magni, diventa molto protettiva verso Thrud. che è l'unica figlia rimastale. Atreus, dopo essere stato ad Asgard, racconta a Mimir di come ha conosciuto la dea Sif, descrivendola come una brava madre che è molto legata a Thurd. Mimir rimane stupito da tale descrizione, affermando che quando era ancora al servizio di Odino, Sif aveva un carattere completamente diverso; rivelando che come gli altri déi Aesir, Sif, era una dea guerriera feroce e accanita bevitrice quanto Thor. Persino quando combatteva o era ad Asgard, come il marito, entrambi non erano mai sobri. Mimir sostiene che crescere Thrud, l'unica figlia rimastale, dopo la morte di Magni e Modi, sia il modo per Sif di redimersi per una vita di fallimenti e per aver cresciuto male i propri figli. Quando viene scatenato il Ragnarök, rinuncia al suo risentimento contro Atreus e Kratos aiutandoli a portare in salvo tutti gli asgardiani, lasciando che si occupino di Odino. Dopo il Ragnarök e la morte di Odino, diventa la nuova leader degli Aesir, iniziando una nuova era di pace tra la sua gente e i Vanir. Affranta per la morte di Thor, ucciso proprio da Odino, trova sollievo che la figlia sia salva e che Atreus e Kratos abbiano fermato definitivamente il re di Asgard. È doppiata da Emily Rose (doppiaggio originale) e da Daniela Calò (doppiaggio italiano).

- Thrud: è un'Aesir nonché figlia di Thor e Sif, sorella di Modi e sorellastra di Magni. La più giovane dei figli di Thor, possiede un fisico tonico e dei capelli molto folti di color arancione con una ciocca di colore rosso. A differenza dei suoi fratelli, è molto gentile, cordiale e socievole con tutti; infatti, quando Atreus si è reca ad Asgard, lo ha accolto gentilmente e gli ha mostrato la loro casa. Non sopporta i suoi fratelli e, come accennato da lei stessa, è meglio che siano morti, perché creavano solo problemi. È molto legata ai suoi genitori e ammira molto suo padre Thor; inoltre, si sta allenando per diventare una Valchiria ed ereditare il Mjolnir. Il rapporto fra Thor e Thrud è molto stretto e lui la chiama amorevolmente "Thrudie". Nonostante tutto è completamente all'oscuro delle azioni di suo nonno Odino e della sua vera natura. Appare la prima volta in God of War: Ragnarök, dove fa amicizia con Atreus e durante il Ragnarök, dopo aver saputo la verità su suo nonno, aiuta Kratos e Atreus a raggiungere Odino. Assisterà sconvolta alla morte del padre Thor per mano di Odino, per essersi infine ribellato al nonno. Furiosa, Thrud cercherà di attaccarlo, ma Odino le scaglia addosso Mjolnir facendola volare via. Con la distruzione di Asgard e la morte di Odino, Thrud in compagnia di Sif, ringrazia Loki per avere fermato Odino e posto fine al suo regno. Dopo la battaglia eredita il Mjolnir. Nel DLC, Kratos rivela di ammirare le capacità della giovane Aesir. Parlando con le Valchirie, chiede loro di addestrare bene Thrud per le sue potenzialità, ed esse accettano. È doppiata da Mina Sundwall (doppiaggio originale) e da Veronica Benassi (doppiaggio italiano).

- Freyr: è un Vanir, dio della pioggia e della fertilità. È il fratello gemello di Freya. Sua sorella lo chiama affettuosamente Yngvi (il suo antico nome nella mitologia germanica). I due, da bambini, erano molto legati, ma quando Freya si sposò con Odino, il rapporto tra loro due si ruppe al punto che non si videro più per anni; inoltre, Freyr cominciò ad accusare sua sorella di essere egoista e una traditrice della loro patria, oltre a odiare profondamente Mimir perché fu lui a convincere Freya a sposare Odino per creare quella che fu una temporanea pace, giurando che avrebbe ucciso Mimir se lo avesse avuto nuovamente tra le mani. In passato riuscì a stabilire una pace ad Alfheim tra elfi chiari e scuri, al punto da essere considerato colui che ha unito gli elfi, ma l'odio verso gli Aesir e la delusione verso sua sorella lo fecero sprofondare in uno sconforto tale da lasciare Alfheim e creare una ribellione contro gli Aesir. Nonostante tutto, dimostra sempre un carattere molto allegro, facendo sempre commenti ironici su tutto. Gli piace molto bere e fumare la pipa con erbe afrodisiache. Appare in God of War: Ragnarök, quando Kratos e Freya si recano a Vanaheim per spezzare la maledizione di Odino e, una volta fatto, Freyr e Freya si riappacificano, Mimir riesce a scusarsi con Freyr e successivamente uniscono le forze per combattere Odino. Dopo la morte di Odino si sacrifica cercando di trattenere la bestia "Ragnarök", mentre tutti fuggono da Asgard prima che esploda. È doppiato da Brett Dalton (doppiaggio originale) e da Fabrizio De Flaviis (doppiaggio italiano).

- Hildisvíni: è un Vanir nonché consigliere di Freya e Freyr. È un uomo dalla carnagione scura, completamente diverso dagli altri abitanti di Vanheim. È un abile arciere ed è un mutaforma. Quando Odino maledisse Freya confinandola a Midgard, a sua volta maledì anche Hildisvini, costringendolo a rimanere sempre sotto forma di cinghiale. In God of War (2018) appare in forma di cinghiale e viene colpito da una freccia da Atreus durante una pratica di tiro fatta da Kratos; tuttavia, grazie all'intervento di Freya riesce a salvarsi. Freya spiega che non è veramente un cinghiale, ma un suo amico, bloccato nella sua forma animale. Il fatto però di rimanere per lungo tempo nella sua forma di cinghiale, Hildisvíni rischia di perdere i ricordi di quando aveva una forma umana, ed è solo grazie a Freya che riesce a preservarlo. In God of War: Ragnarök, dopo che Freya e Kratos annullano la maledizione, Hildisvini ritorna nella sua forma umana, ricongiungendosi con Freya e Freyr e partecipando al Ragnarök. Inizialmente Atreus e Kratos non lo riconosono, alchè Hildisvíni, mostra ad Atreus la cicatrice della freccia e Atreus infine lo riconosce, provando dispiacere per averlo ferito, ma Hildisvíni ci passa sopra. Mimir lo disprezza profondamente e la stessa cosa è reciproca per Hildisvíni per questioni non molto chiare. È doppiato da James C. Mathis III (doppiaggio originale) e da Fabrizio Russotto (doppiaggio italiano).

- Gná: dea Vanir del vento nonché consigliera di Freya. Quando Freya si sposò con Odino, la seguì ad Asgard insieme a tutte le altre Valchirie. Quando Freya abbandonò Asgard, la furia di Odino si scatenò su Vanaheim, distruggendo il regno dei Vanir, e per questa azione Gná cominciò a nutrire un odio profondo verso Freya, considerandola una traditrice che ha abbandonato il suo popolo per puro egoismo. Questa sua frustrazione rese Gná fedele a Odino insieme a Hrist e Mist, che furono le uniche Valchirie rimaste ad Asgard. Dopo che Kratos e Atreus liberano Sigrun dalla sua prigionia, Odino nomina Gná nuova regina delle Valchirie e generale dell'esercito degli einherjar, con Hrist e Mist come sue vice. Dopo la sconfitta di Odino e la caduta di Asgard, lei continua a guidare l'esercito rimasto del Padre di tutti e affronta Kratos e Freya a Muspelheim, venendo alla fine sconfitta e giustiziata come traditrice dalla sua ex-regina. È doppiata da Evanne Friedmann (doppiaggio originale).

- Idunn: è un'Aesir, dea delle mele, della giovinezza e della primavera. Non appare mai di persona, tuttavia in God of War (2018) e God of War: Ragnarök è possibile raccogliere le sue mele, che ha sparso in giro per i Nove regni, all'interno dei forzieri delle Norne, apribili risolvendo enigmi. Una volta che Kratos le raccoglie, esse aumentano la vitalità dello spartano. Non si conosce il vero motivo di tale gesto; inoltre, nemmeno gli Aesir sanno con esattezza dove sia e se sia ancora viva.

- Forseti: è un Aesir nonché dio della giustizia, figlio di Baldur e Nanna. Forseti è nato prima che Freya lanciasse la maledizione su suo padre. È molto solitario e passa tutto il tempo nella sua stanza, tanto che raramente lo si trova in giro. Non appare mai in God of War: Ragnarok, ma è lui a trovare il cadavere di Heimdall e a riferirlo a Sif. È sopravvissuto al Ragnarok e si è trasferito a Midgard insieme a tutti gli altri Aesir rimasti.

## Eroi greci
- Ercole: semidio figlio di Zeus e della mortale Alcmena, è un eroe greco molto famoso e dotato di un'immensa forza e resistenza, a cui Zeus affidò dodici fatiche per espiare la colpa per aver ucciso la sua famiglia. Dopo che Kratos aprì il vaso di Pandora fu infettato dalla gelosia, che lo spinse a odiare Kratos perché, almeno secondo lui, è sempre stato il preferito di Zeus ed è sempre stato messo all'ombra dallo spartano. Il suo obiettivo è quello di diventare il nuovo dio della guerra e si è autoimposto una tredicesima fatica: uccidere Kratos. Infatti, nello scontro mortale contro Kratos, Ercole non mostra più lo spirito di eroe per cui era riconosciuto, mostrandosi brutalmente solo pervaso da un profondo astio e da una consumata invidia verso il fratellastro. In God of War III, quando Kratos raggiunge i giardini di Era, quest'ultima lo scaglia contro di lui, facendo cominciare una furente battaglia che si concluderà con la morte dell'eroe. È doppiato da Kevin Sorbo (doppiaggio originale, il quale interpretò lo stesso ruolo nella serie televisiva Hercules) e da Lorenzo Scattorin (doppiaggio italiano).

- Perseo: semidio figlio di Zeus e della mortale Danae. In God of War II si reca dalle Sorelle del Destino col desiderio di far resuscitare la sua amata Andromeda (che nel mito originale salva grazie alla testa di Medusa, acquisita però da Kratos nel capitolo precedente). In combattimento, utilizza un elmo che lo rende invisibile e possiede uno scudo invincibile. Durante il viaggio s'imbatte in Kratos e chiede aiuto allo spartano. Quando i due vengono rinchiusi in una stanza, Perseo pensa che si tratti di una prova delle Parche, così inizia a combattere contro lo spartano, ma alla fine Kratos prevale e lo uccide. È doppiato da Harry Hamlin (doppiaggio italiano) e da Oliviero Corbetta (doppiaggio italiano).

- Teseo: decimo re di Atene e semidio figlio di Etra e di Poseidone, famoso per aver ucciso il Minotauro nell'omonimo labirinto; in God of War II, ormai vecchio e consapevole che i suoi tempi d'oro sono giunti alla fine, serve le Sorelle del Destino come guardiano e giudica tutti i visitatori se sono degni di incontrarle, considerando però tutti quelli che cercano di cambiare il proprio destino delle nullità che non accettano la realtà dei fatti. Quando Kratos si reca dalle Sorelle del Destino, Teseo cerca di fermarlo iniziando a combattere contro lo spartano, venendo infine ucciso da quest'ultimo. È doppiato da Paul Eiding (doppiaggio originale) e da Oliviero Corbetta (doppiaggio italiano).

## Valchirie
Nel DLC viene rivelato che le Valchirie sono divinità primordiali, rese tali dalla volontà del Valhalla stesso, poiché esso è un luogo primordiale, già esistente dal tempo della creazione. In combattimento sono molto più forti di un dio medio. 
- Sigrún: la nuova regina delle Valchirie, nominata personalmente da Freya, nonché la più potente delle nove, come afferma Mimir. È in grado di utilizzare tutte le abilità delle altre otto Valchirie, a eccezione dell'evocazione. Aveva una relazione con Mimir. Ex principessa di Fjöturlund, Sigrun ha vissuto diverse tragedie che hanno portato alla perdita della sua famiglia e del suo amante Helgi, che l'hanno spinta a unirsi alle Valchirie come redenzione. Quando Freya divenne moglie di Odino, ella diventa con riluttanza la nuova leader delle Valchirie, pur continuando a vedere Freya come la sua vera e unica regina. Quando Odino strappò le ali a Freya, Sigrun maledisse anche le altre Valchirie, confinandole nei Nove regni. In God of War (2018) quando Kratos e Atreus sconfiggono le altre otto Valchirie, riponendo i loro elmi sui rispettivi troni nel Consiglio delle Valchirie, Sigrun si libera dalla sua prigione e attacca i due. Alla fine, Sigrun verrà sconfitta dallo spartano e il suo spirito verrà liberato, per poi ritornare nel Valhalla. In God of War: Ragnarök si riunisce con Freya e le altre sorelle pronte ad assaltare Asgard e dare inizio al Ragnarök e passa la notte prima della battaglia con Mimir. Sempre con voce seria e autorevole, mostrerà per la prima volta un lato dolce nel rivedere Mimir, desiderosa di ascoltare le sue storie, affermando divertita che tutte quelle che lui racconta sono buffe. Ciò sembra indicare un futuro riavvicinamento tra i due e che, nonostante tutto, Sigrùn non ha mai dimenticato Mimir. Nel DLC Valhalla spiega a Kratos e Mimir come funziona il Valhalla; tuttavia, a un certo punto lo spartano esce dal percorso e i due finiscono in un vuoto cosmico venendo salvati da Sigrun che, a sua volta, infrange le regole per entrare forzatamente in quel luogo. Per questa azione Sigrun è bandita temporaneamente dal Valhalla e nel mentre comincia a pensare al suo futuro, decidendo di viaggiare per il mondo per trovare sé stessa. È doppiata da Misty Lee (doppiaggio italiano) e da Marta Altinier (doppiaggio italiano).
- Hrist e Mist: sono le due Valchirie che, insieme a Gná, sono rimaste fedeli a Odino. Addestrano le truppe ad Asgard. Quando Kratos e Atreus si recano a Muspelheim per cercare Surtur e creare la creatura "Ragnarök", Odino invia Hrist e Mist e le due cominciano a combattere contro Kratos e Atreus. Le due sono agili e forti come le loro consorelle, ma possono curare le loro ferite grazie al Bifrost, diventando sempre più forti, ma alla fine vengono sconfitte. Kratos uccide Hrist spezzandole l'osso del collo, mentre Atreus in forma d'orso squarcia Mist.
- Eir: la Valchiria più tranquilla del gruppo, cura le ferite delle compagne. In battaglia usa le sue ali per crearsi uno scudo impenetrabile. Utilizza attacchi di luce che accecano l'avversario per poi coglierlo di sorpresa, mentre come arma usa una mazza. Viene sigillata nella camera situata nella montagna di Midgard, dove affronta Kratos e Atreus, venendo sconfitta. Il suo spirito viene liberato, per poi ritornare nel Valhalla. In God of War: Ragnarök si riunisce con Freya e le altre sorelle pronte ad assaltare Asgard e dare inizio al Ragnarök. Durante la fuga da Asgard, Atreus viene ferito ed Eir si occupa di curare il ragazzo.
- Geirdriful: colei che addestrava l'esercito di Odino in preparazione al Ragnarök. Può scagliare diversi proiettili di varia potenza e lanciare attacchi di ghiaccio. Si trova nelle colline di Midgard, dove affronta Kratos e Atreus, venendo sconfitta. Il suo spirito viene liberato, per poi ritornare nel Valhalla. In God of War: Ragnarök si riunisce con Freya e le altre sorelle pronte ad assaltare Asgard e dare inizio al Ragnarök.
- Göndul: Mimir la definisce la più bella delle Valchirie. È una delle Valchirie più potenti e controlla l'elemento del fuoco. Si trova a Muspelheim, per la precisione in cima alla montagna dopo aver superato ogni prova di Surtur. I suoi poteri le permettono di scagliare palle di fuoco e meteoriti, facendo terra bruciata. Può anche scagliare attacchi di lava. Affronta Kratos e Atreus, venendo sconfitta. Il suo spirito viene liberato, per poi ritornare nel Valhalla. In God of War: Ragnarök si riunisce con Freya e le altre sorelle pronte ad assaltare Asgard e dare inizio al Ragnarök.
- Gunnr: guerriera preferita di Odino. In combattimento, impugna una falce. Si trova nella camera nascosta vicino al corpo senza vita del gigante Thamur. Affronta Kratos e Atreus, venendo sconfitta. Il suo spirito viene liberato, per poi ritornare nel Valhalla. In God of War: Ragnarök si riunisce con Freya e le altre sorelle pronte ad assaltare Asgard e dare inizio al Ragnarök.
- Hildr: grande combattente, era l'unica che andava d'accordo con Odino, mentre con le sue compagne non riusciva a trovare un equilibrio. È una Valchiria del ghiaccio e, di conseguenza, utilizza attacchi dello stesso elemento. Può scagliare proiettili di ghiaccio. Si trova a Nilfheim e, essendo in mezzo alla nebbia maledetta, è in netto vantaggio, perché la nebbia prosciuga la vita dei suoi avversari, mentre lei ne è immune. Tuttavia, quando affronta Kratos e Atreus, viene sconfitta e il suo spirito viene liberato, per poi ritornare nel Valhalla. In God of War: Ragnarök si riunisce con Freya e le altre sorelle pronte ad assaltare Asgard e dare inizio al Ragnarök.
- Kara: guerriera all'apparenza tranquilla, ma quando scendeva in battaglia diventava una furia. È una Valchiria evocatrice e in combattimento può evocare dei draugr per supportarla in battaglia. Si trova in una camera nascosta a Midgard. Affronta Kratos e Atreus, venendo sconfitta. Il suo spirito viene liberato, per poi ritornare nel Valhalla. In God of War: Ragnarök si riunisce con Freya e le altre sorelle pronte ad assaltare Asgard e dare inizio al Ragnarök.
- Ölrún: figlia di un potente capitano, quando morì venne trasformata da Odino in una Valchiria. Questi infatti era rimasto impressionato dalla sua sete di conoscenza, quasi al pari della propria. È incredibilmente veloce ed è praticamente impossibile bloccare i suoi attacchi. Può scagliare le sue piume d'acciaio come arma contro i nemici e può attaccare dall'alto prendendo di sorpresa gli avversari; inoltre, con la sua grande velocità può afferrare i nemici e scagliarli lontano. Si trova nella camera di Alfheim. Affronta Kratos e Atreus, venendo sconfitta, e il suo spirito viene liberato per poi ritornare nel Valhalla. In God of War: Ragnarök si riunisce con Freya e le altre sorelle pronte ad assaltare Asgard e dare inizio al Ragnarök. Durante la battaglia viene uccisa da Gná, che le strappa le ali.
- Rota: una delle prime Valchirie. È veloce quasi quanto Ölrún e può effettuare i suoi stessi attacchi di velocità; tuttavia, come arma utilizza anche una falce. Si trova nella camera a Helheim. Affronta Kratos e Atreus, venendo sconfitta. Il suo spirito viene liberato, per poi ritornare nel Valhalla. In God of War: Ragnarök si riunisce con Freya e le altre sorelle pronte ad assaltare Asgard e dare inizio al Ragnarök.

## Titani
- Atlante: titano con quattro braccia, figlio dei titani Giapeto e Climene e quindi fratello di Prometeo ed Epimeteo. Insieme a Persefone è il principale antagonista di Chains of Olympus. Inizialmente imprigionato nel Tartaro dopo che Zeus sconfisse i titani, viene liberato da Persefone, che gli chiede di rapire Elio e usare il suo potere per far crollare il pilastro del mondo per distruggere sia la terra che gli Inferi. Durante lo scontro con Persefone, quest'ultima ordina ad Atlante di attaccare Kratos, ma egli riesce a neutralizzarlo e a imprigionarlo nuovamente, facendogli prendere il posto del pilastro distrutto e condannandolo (come nel mito originale) a sorreggere il mondo sulle spalle, separando la terra dagli Inferi. Successivamente, quando lo spartano rincontra il titano in God of War II, Atlante lo aiuta a superare il Grande Abisso e a raggiungere il tempio delle Parche. Non partecipa all'assalto dell'Olimpo, essendo ancora relegato negli Inferi. Non è chiaro se con la distruzione dell'Olimpo e il caos scoppiato in Grecia, Atlante si sia infine liberato. È doppiato da Michael Clarke Duncan (doppiaggio originale) e da Ciro Imparato (doppiaggio italiano).

- Crono: è il figlio di Urano e Gaia nonché padre di Zeus, Poseidone, Ade, Era, Demetra ed Estia. Dopo che evirò suo padre, diventò il sovrano degli déi, divenendo però spietato come lui. Per paura di essere detronizzato, ingoiò ogni suo figlio per evitare che lo uccidessero come lui fece con suo padre, ma sua moglie Rea lo imbrogliò facendogli credere di aver mangiato anche Zeus. Quando quest'ultimo diventò adulto, iniziò la Grande guerra contro suo padre Crono e i titani, riuscendo a vincere. I titani vennero imprigionati tutti e Crono fu esiliato a marcire per sempre nel Deserto delle anime erranti con il tempio di Pandora sulla schiena. Dopo che Kratos aprì il vaso, Zeus punì ancora Crono scagliandolo nel Tartaro. Quando Kratos si reca nel Tartaro a cercare la pietra di Omphalos, inizia un'epica battaglia contro Crono, che viene alla fine ucciso quando Kratos gli pianta la Spada dell'Olimpo nella fronte. È doppiato da Lloyd Sherr (doppiaggio originale) e da Pietro Ubaldi (doppiaggio italiano).

- Prometeo: titano che compare in God of War II. Dopo la Grande guerra, dopo che questi diede ai mortali il fuoco dell'Olimpo, Zeus per punirlo lo rese umano, lo legò a una delle mani di Tifone e lo condannò a essere torturato ogni giorno da un'aquila fino a ucciderlo; ogni sera, le sue ferite si rimarginano, facendolo tornare in vita affinché la tortura continui. Supplica Kratos di liberarlo e lo spartano esaudisce il suo desiderio facendolo cadere nel fuoco dell'Olimpo, provocando così la sua morte. Le sue ceneri vengono prese dallo spartano, dotandolo del potere chiamato Ira dei Titani. È doppiato da Alan Oppenheimer (doppiaggio italiano) e da Cesare Rasini (doppiaggio italiano).

- Rea: moglie di Crono e madre di Zeus, Poseidone, Ade, Era, Demetra ed Estia. Appare solamente in God of War II, in un racconto di Gaia dove viene narrata la storia di Zeus. Quando Crono diventò il nuovo sovrano degli déi, egli cominciò a ingoiare tutti i suoi figli per evitare che essi un giorno potessero ucciderlo, come lui aveva fatto con suo padre Urano. Rea riesce a ingannare Crono facendogli ingoiare una roccia anziché Zeus. Rea successivamente diede il piccolo a Zeus a Gaia, che lo crebbe. Non si sa se sia ancora viva.

- Perse: titano della distruzione che compare in God of War III. Partecipa all'assalto dell'Olimpo insieme ai suoi compagni titani e a Kratos. Successivamente viene rincontrato nella città di Olimpia, intento a combattere contro Elio, che riuscirà a ferire grazie all'aiuto di Kratos. Quando Gaia tradisce Kratos, questi non si fa problemi ad attaccare anche i titani; infatti, quando fugge dall'Ade, incontra Perse lungo il cammino, conficcandogli la Spada dell'Olimpo in un occhio e facendolo cadere nel vuoto. Non si sa se sia morto o sopravvissuto.

- Tifone: titano del vento che compare in God of War II. Dopo la sconfitta dei titani durante la Grande guerra, Zeus lo imprigiona in un'isola misteriosa che, con i suoi venti, rende completamente ghiacciata. Quando Kratos cerca di raggiungere l'isola delle Parche, viene attaccato dal cavaliere oscuro, precipitando sull'isola di Tifone. Tifone intrappola con la sua mano Pegaso, ma Kratos, dopo averlo accecato ottenendo da lui il suo arco, grazie al sacrificio di Prometeo riesce a liberare Pegaso e a ripartire. Non partecipa all'assalto dell'Olimpo, essendo ancora relegato sull'isola, e non è chiaro se con la caduta degli dèi si sia infine liberato.

- Thera: titano del fuoco che compare in Ghost of Sparta. Dopo la sconfitta dei titani durante la grande guerra, Thera viene imprigionata da Zeus nella grande camera magmatica all'interno del vulcano di Metana. Kratos si imbatte in lei quando giunge ad Atlantide in cerca della madre, liberandola a condizione di ottenere una parte del suo potere. Quest'azione, unita agli scontri di Kratos con il mostro marino Scilla, porta all'eruzione del vulcano e alla distruzione di Atlantide e della vicina isola di Creta. Il suo destino dopo l'inizio della seconda guerra è sconosciuto.

- Altri titani: sia in God of War II che in God of War III svolgono un ruolo minore, in quanto si limitano a comparire brevemente insieme a Gaia e ad assaltare l'Olimpo insieme a Kratos. Alcuni di questi sono Iperione, che possiede una pelle color sabbia; Oceano, composto da acqua e roccia; ed Epimeteo, ricoperto da rocce che lo fanno sembrare una montagna. Insieme ad altri titani si arrampicano sull'Olimpo per iniziare una nuova guerra, ma alcuni di loro trovano la fine quando Poseidone si scaglia contro di loro, trascinandoli in acqua.

## Giganti
- Jormungandr: anche conosciuto come il "Serpente del Mondo", appare come un gigantesco serpente dal volto vagamente umano, caratterizzato da una barbetta verde simile ad alghe. Parla una lingua perduta che in pochi (tra cui Mimir e Atreus) possono comprendere. Questo, oltre alla sua possente voce, lo fa apparire spaventoso, ma è in realtà piuttosto mansueto e, a detta di Mimir, un conversatore brillante. È ritenuto l'ultimo gigante attualmente esistente, talmente grande da avvolgere l'intera Midgard e mordersi la coda, nonché l'unico sopravvissuto al loro massacro da parte di Thor, poiché unico in grado di resistergli. Infatti, come affermato nel gioco, è apparso improvvisamente nel lago nei Nove facendolo straripare e travolgendo ogni cosa nelle vicinanze (come il ponte dei Nove e le torri dei Nove regni). Il fatto che appaia in un'epoca in cui (almeno nel mito originale) suo padre (Loki/Atreus) è ancora bambino viene spiegato da Mimir: durante il Ragnarök, lui e Thor si affronteranno in una furiosa battaglia, e lo scontro tra i due sarà così violento da spezzare l'Yggdrasil, provocando una frattura nello spazio-tempo tale da rimandarlo indietro nel tempo. In God of War (2018) inizialmente risiede sonnecchiante nel lago dei Nove e viene convocato più volte da Kratos e da Atreus per aiutarli, come nella battaglia finale contro Baldur, in cui elimina il rianimato gigante Thamur. In God of War: Ragnarök riprende a dormire e consiglia ad Atreus di cercare il Bosco di Ferro. Una volta giunto in tale luogo, Atreus inserisce l'anima di un gigante dentro il corpo di un serpente privo di anima che, col tempo, crescerà, diventando gigante e assumendo l'aspetto di Jormungandr, dimostrando che la storia di Mimir è vera. Infatti, questa giovane versione del serpente parteciperà al Ragnarök, affrontando Thor, e questi lo colpirà così forte da teletrasportarlo nel passato.

- Fenrir: è un lupo che Kratos e Atreus hanno salvato da dei banditi. Col tempo il ragazzo si affeziona molto a Fenrir, ma il lupo si ammalerà e alla fine morirà tra le braccia del ragazzo. Ma Atreus, involontariamente, con un incantesimo intrappola la sua anima dentro un pugnale. Quando Kratos e Atreus affrontano Garm a Helheim, il ragazzo conficca il coltello nel cranio dell'enorme lupo, trasferendo l'anima di Fenrir in Garm. Così Facendo, Fenrir rivive nel corpo di Garm, ottenendo anche i suoi poteri. Angrboda lo porta a Jotunheim e parteciperà al Ragnarök. Nonostante sia un lupo è molto docile, e anche quando possiede il corpo gigantesco di Garm continua a comportarsi in modo molto affettuoso.

- Garm: mastino infernale imprigionato a Helheim da Týr stesso, in quanto, se lasciato libero, sarebbe in grado di consumare e distruggere la realtà stessa del mondo norreno. Il suo potere è tale da riuscire a eliminare dall'esistenza persino interi concetti, come una stagione tra l'inverno e la primavera che Garm divorò, cancellandola insieme alla memoria di ciò che rappresentava. Proprio per questo motivo in God of War (2018) Mimir lo menziona in uno dei suoi racconti e lo definisce come una delle più grandi nemesi degli Aesir. In Ragnarök, dopo che viene liberato accidentalmente da Atreus, comincia a corrodere il tessuto dei regni, cosa che costringe Kratos e Atreus a recarsi a Helheim per fermarlo. Atreus riuscirà infine a domarlo trasferendo l'anima di Fenrir nel corpo di Garm, scongiurando infine la minaccia del segugio infernale e ottenendo così un potente alleato.

- Laufey: anche conosciuta come "La Giusta", è una gigantessa camuffatasi da umana, madre di Atreus nonché seconda moglie di Kratos. Mimir la descrive come una donna altruista e di buon cuore, pronta ad aiutare i deboli ma, allo stesso tempo, molto potente, riuscendo a farsi temere da Thor e da Odino. Infatti, era lei il possessore originale dell'ascia Leviatano, costruita per lei dai nani Brokk e Sindri. In passato Laufey affrontò Thor a Vanaheim, e lo scontro fra i due fu talmente violento da creare un enorme cratere con al centro un fulmine congelato. Quando Kratos giunse nelle terre del nord incontrò Laufey, la quale decise di nascondere la sua vera identità facendosi chiamare Faye. Era a conoscenza della vera natura di Kratos; tuttavia, non lo temeva. Quando si incontrarono la prima volta i due si affrontarono, rimanendo affascinati dalle doti di entrambi, e così si innamorarono. Ella riuscì a dare pace allo spartano dopo le numerose stragi compiute in Grecia e dalla loro unione nacque Atreus. Faye voleva chiamarlo Loki, ma alla fine optò per il nome scelto da Kratos, ovvero Atreus. Dopo aver donato il Leviatano a Kratos, morì di una malattia misteriosa, e chiese a Kratos e Atreus di spargere le sue ceneri sul picco più alto dei Nove regni. All'inizio, i due credono che il monte più alto si trovi a Midgard, ma in realtà è a Jötunheim, la sua terra natale. Kratos, benché cerchi di nasconderlo, soffre molto per la sua scomparsa e desidererebbe più di ogni altra cosa che Faye tornasse da loro. Si può intuire da alcuni indizi che Faye sapesse che Kratos e Atreus avrebbero avuto difficoltà a legare dopo la sua scomparsa, e che la scelta di fargli intraprendere il viaggio per spargere le sue ceneri a Jötunheim fosse stato un modo per fare avvicinare di più il figlio e il padre, rafforzando così il loro legame. In God of War: Ragnarök appare in sogno al marito, cercando di fargli capire che può essere migliore e che dovrà sempre proteggere Atreus. Quando Odino si rivela a casa di Brok e Sindri dopo aver ucciso Brok e aver preso Atreus in ostaggio rivela ai presenti, in particolare a Kratos e Atreus, di aver ucciso lui Faye con una magia mortale poiché era un continuo ostacolo ai suoi piani. Durante il confronto, Atreus trasformatosi in un lupo morde la mano a Odino, liberandosi, e Kratos riesce a scacciare Odino che giura che sarà guerra contro tutti loro. La scoperta sulla verità sulla morte di Faye e l'assassinio di Brok portano in seguito Kratos e Atreus a scatenare il Ragnarok. Nello scontro finale Odino viene sconfitto da Kratos, Atreus e Freya, e infine Atreus sigilla l'anima di Odino in una biglia che verrà distrutta da Sindri, eliminando per sempre il malvagio dio Aesir e vendicando così Faye, Brok e tutte le sue vittime passate. Angrboða rivelerà infine che Fey si era messo contro la sua stessa gente e aveva distrutto le profezie che riguardavano il marito e il figlio, poichè voleva che forgiassero da soli il proprio cammino. È doppiata da Deborah Ann Woll (doppiaggio originale) e da Chiara Colizzi (doppiaggio italiano).

- Angrboða: una dei due giganti ancora vivi e residenti a Jotunheim. È una ragazza dalla carnagione scura che vive da sola in una zona chiamata "Bosco di Ferro" un luogo a Jotunheim, protetto da vari incantesimi per nascondersi dagli asgardiani. Qui salva gli animali della foresta prendendosi cura di loro e per vivere raccoglie i frutti che la natura offre. Come cavalcatura utilizza uno yak chiamato Yalla. Inoltre è lei che ha disegnato i murali che Kratos e Atreus trovano nei Nove regni e che raccontano le vite di molti personaggi. Lei è a conoscenza della profezia di Groa e crede che niente possa cambiare il futuro. Angrboða dimostrerà di disprezzare le profezie, poiché il suo popolo vi faceva troppo affidamento, convinto che tutto doveva essere già scritto e niente poteva essere cambiato. Un giorno convoca Atreus da lei; i due passano la giornata insieme e lei rivela che il suo ruolo nella profezia è mostrare il futuro che attende Kratos e Atreus e che quest'ultimo è il campione degli jotnar. Angrboda dona ad Atreus delle biglie contenenti le anime dei giganti, spiegando che ce ne sono altre sparse nel mondo. I due si recano dalla nonna di Angrboda, Gryla, per impedirle di rubare le anime degli animali e qui i due ragazzi inseriscono un'anima dentro un serpente, che riprende vita, e che si scoprirà essere Jormungandr. Dopo aver distrutto il calderone magico di Gryla, Atreus saluta Angrboda, promettendole che si sarebbero rivisti. Tempo dopo, lei fa visita ad Atreus a Midgard e lui le chiede di occuparsi di Fenrir, ora nel corpo di Garm. Alla fine lei decide di cambiare il suo futuro e partecipa al Ragnarök insieme a Fenrir e al giovane Jormungandr. Grazie ai poteri di Fenrir, porta tutti in salvo e alla fine della battaglia mostra il murale di Laufey ai due, dietro al quale c'è quello di Kratos dove mostra che lui sarà ricordato come dio della pace. È doppiata da Laya Hayes (doppiaggio originale) e da Vittoria Bartolomei (doppiaggio italiano).

- Gryla: anziana gigantessa e nonna di Angrboda, che vive in una capanna nel Bosco di Ferro a Jotunheim. Un tempo gentile, divenne fredda e distante dopo la morte del figlio e di sua moglie, abbandonando la nipote nel Bosco di Ferro. Divenuta sempre più depressa, si ritirò in una sorta di esilio autoimposto, usando un calderone incantato per raccogliere le anime degli animali catturati, per vivere indirettamente attraverso i loro ricordi come modo temporaneo per alleviare il suo dolore. In Ragnarök Atreus e Angrboda si intrufolano in casa sua, distruggendo il calderone con somma rabbia della gigantessa. Dopo il Ragnarök, Angrboda dichiara che, nonostante il loro rapporto rimanga teso, un giorno potranno riappacificarsi. Gryla essendo una degli ultimi giganti conosce perfettamente le profezie, ed è al corrente di chi sia Loki, suo padre Kratos e della presunta futura morte dello spartano, dimostrando di avere ereditato l'ossessione malata dei giganti per le profezie, e la convinzione che il destino non può essere cambiato. Dopo la fine del Ragnarok è probabile che con il tempo, alla fine troverà pace a si unirà a Midgard.

- Surtur: è un gigante del fuoco nonché secondo gigante a nascere nel mondo dopo Ymir. Possiede l'aspetto di un essere umano, ma il suo corpo assomiglia a quello di un albero con la corteccia. Secondo i miti avrebbe portato calore al giovane cosmo, creando il sole e le stelle dalla sua stessa fiamma primordiale. Un giorno incontrò una gigantessa del ghiaccio di nome Sinmara e i due s'innamorarono. Quando la gigantessa Groa profetizzò il Ragnarök, rivelò che Surtur e Sinmara si sarebbero fusi, dando origine a una creatura mostruosa chiamata "Ragnarök", che avrebbe distrutto Asgard, ma avrebbe a sua volta ucciso loro due. Sconvolto da quella rivelazione, Surtur decise di separarsi da Sinmara, ma i due si scambiarono i rispettivi cuori per rimanere vicini. In God of War: Ragnarök, quando Kratos e Atreus si recano a Muspelheim per convincerlo a dare inizio al Ragnarök, in un primo momento rifiuta ma, dopo aver notato che le Lame del Caos possiedono il fuoco primordiale, Surtur accetta escogitando un diversivo: avendo il cuore di Sinmara, non serve che si unisca a lei, basta che Kratos pugnali lo stesso Surtur al cuore con le lame e lo trasformi in Ragnarök. Una volta fatto, si trasforma in una creatura dalle dimensioni colossali, perfino più grande di Crono. Alla fine, come profetizzato, distrugge Asgard e nel farlo perisce a sua volta. Ma, come già detto, Sinmara possiede il cuore di Surtur, indicando quindi che una parte di lui è ancora viva. È doppiato da Chris Browning (doppiaggio originale) e da Roberto Fidecaro (doppiaggio italiano).

- Thamur: gigante morto che si trova a nord del tempio di Týr. Mimir racconta che era conosciuto come il più grande scalpellino che i Nove regni avessero mai conosciuto. Stando ai racconti di Mimir, Thamur cercava di costruire un muro per proteggere Jötunheim dagli Aesir e soprattutto da Thor. Durante la costruzione, ebbe una discussione con suo figlio e i due si scontrarono, finendo col far scappare quest'ultimo. Distrutto dai sensi di colpa, Thamur cercò di inseguirlo, ma si perse a Midgard e qui fu intercettato da Thor, che uccise Thamur conficcandogli il suo stesso scalpello in testa. Esalando l'ultimo respiro, Thamur congelò la zona circostante e tutti gli esseri viventi nelle vicinanze, tranne Thor, che ne uscì illeso. Kratos e Atreus, sotto consiglio di Mimir, recuperano un pezzo dello scalpello di Thamur per andare a Jötunheim. Quando Kratos e Atreus combattono contro Baldur, Freya rianima Thamur con i suoi poteri, cercando di impedire allo spartano di uccidere Baldur, ma Atreus richiama Jormungandr che si scaglia contro di lui, sconfiggendolo.

- Ymir: il primo gigante. Fu sconfitto da Odino millenni fa. Dopo averlo ucciso, Odino costruì Asgard nel luogo dove lo aveva abbattuto. Nulla si sa di tale gigante. Il solo indizio si trova ad Asgard, in un altare, dove si vede Ymir cadere e Asgard venire eretta. Stranamente, quando fu sconfitto, si aprì una breccia misteriosa sotto le fondamenta della casa di Odino. Egli riteneva portasse alla fonte della saggezza infinita. Il Padre di tutti si volle assicurare che niente del corpo di Ymir rimanesse. Ci fu, tuttavia, qualcosa che non riuscì a distruggere: i sogni di Ymir; apparentemente, sembra trattarsi della dimensione di sabbia dorata dove i giganti hanno nascosto le profezie e il luogo dove entra Atreus per raggiungere il Bosco di Ferro. Lo spirito di Ymir sembra essere ancora vivo, albergando nei suoi sogni.

- Jǫrð: chiamata anche Fjǫrgyn. È una gigantessa degli Jǫtunn. Madre della terra, prima moglie di Odino e madre di Thor. Non compare, ma viene brevemente accennata da Mimir; stando alle sue parole, Odino l'amava molto. Per motivi oscuri, scomparve, e non è dato a sapere se scappò o venne uccisa. Quando sparì, Odino non fu più lo stesso.

- Sinmara: quasi nulla si sa di lei, salvo che è una gigantessa del ghiaccio e che ha trovato dimora a Niflheim. Conobbe tempo addietro Surtur e i due si innamorarono perdutamente. Quando la gigantessa Groa profetizzò il Ragnarök, rivelò che Surtur e Sinmara si sarebbero fusi, dando origine a una creatura mostruosa che avrebbe distrutto Asgard, ma al tempo stesso essi sarebbero periti. Sconvolto da quella rivelazione, Surtur decise di separarsi da Sinmara, per proteggerla, ma prima di ciò i due si scambiarono i rispettivi cuori per rimanere vicini. Dopo che Surtur perde infine la vita, trasformandosi e distruggendo Asgard, si potranno udire i suoi pianti disperati per tutta Niflheim. Týr, dopo essere stato liberato, decide di farle visita per alleviare il suo dolore. Ma, come già detto, Sinmara ha scambiato il suo cuore, con quello di Surtur, indicando quindi che una parte di lui è ancora viva in lei.

## Nani
- Andvari: è uno dei primi nani esistenti al mondo, nonché un potente alchimista. La sua anima viene intrappolata in un anello ed è in grado di parlare solo con Atreus, aiutando lui e Kratos a svolgere un incarico di Brok. A lavoro compiuto, Kratos e Atreus decidono di tenere l'anello e usarlo come reliquia nei combattimenti.

- Mótsognir: re dei nani e uno dei figli di Ivaldi. Governava a Midgard, precisamente nelle zone di Veithurgard e Konùnsgard. Ossessionato dalla continua ricerca di un'armatura leggendaria per proteggere il suo regno, Mótsognir impazzì e cominciò a soggiogare il suo popolo. Catturò tre draghi (precedentemente nani), ovvero Fafnir, Otr e Reginn, usandoli per sacrificare il suo popolo. I cittadini sacrificati divennero degli hel-walker, che alla fine uccisero Mótsognir. Brok e Sindri chiedono aiuto a Kratos e Atreus per recuperare i rari materiali per creare la suddetta armatura. I due si recano alla sua fortezza e trovano il cadavere di Mótsognir, da cui poi recuperano i materiali.

- Durlin: nano funzionario a Nidavellir, la capitale di Svartalfheim. Tutti i nani lo conoscono per le sue azioni; infatti, in passato ha guidato un gruppo di ribelli contro Odino insieme a Laufey, fallendo nell'impresa. Durlin venne risparmiato, ma come monito, gli venne fatta un'orribile ferita alla testa. Possiede un piccolo polpo domestico chiamato Cena. In God of War: Ragnarök Kratos e Atreus si recano da lui per avere informazioni su Týr e Durlin li conduce alla miniera di Jarsmida. Come Brok e Sindri, è in grado di viaggiare tra i regni con facilità. Rimane sorpreso nello scoprire che Kratos è il marito di Faye e Atreus suo figlio. Resta distrutto quando Kratos rivela che Faye è morta, indicando quanto Durlin le volesse bene.

- Lunda: nana nonché ex fidanzata di Brok, ma i due sono rimasti in ottimi rapporti. È un fabbro abile quando i fratelli Huldra; infatti, lei e Brok hanno spesso lavorato insieme. È una ragazza di buon cuore che cerca di aiutare tutti e tende spesso a flirtare con persone che le piacciono, al punto da metterle in imbarazzo, come nel caso di Kratos e Freya, dimostrando che è bisessuale. Alla morte di Brok, prende in gestione i negozi dei fratelli Huldra sparsi nei vari regni. Mimir rivela che ha un debole per gli uomini alti e possenti, avendo messo gli occhi su Kratos.

- Raeb: nano menestrello che canta e suona in una taverna a Nidavellir. Durante il funerale di Brok compone una canzone in suo onore.

## Personaggi della mitologia greca
- Primordiali: sono le prime entità a essere nate, originatesi dalle profondità del caos. Appaiono come esseri di dimensioni planetarie, dalle fattezze umanoidi e dalle forme elementali e cosmiche. Poco dopo la loro nascita iniziarono a combattersi tra di loro, dando inizio a una guerra cosmica in cui il mondo stesso venne plasmato. Dalla rabbia e dalla follia della loro guerra nacquero le Furie. Nel filmato di apertura di Ascension ne compaiono quattro: Caos, Urano, Ourea e Ceto, con Gaia che, fino alla sua morte in God of War III, rimase probabilmente l'unica superstite. Sebbene non confermato, anche Tanato e le Sorelle del Destino (entità più antiche degli stessi olimpici) sono considerati divinità primordiali.

- Nyx: divinità primordiale della notte, unicamente menzionata in Ascension. La sua statua compare in una dimensione parallela raggiungibile tramite un portale nella statua di Apollo, e che Kratos attraversa per affrontare la Sfida di Archimede e ottenere gli Occhi della Verità. Nel multiplayer di Ascension viene inoltre affermato che Elio con il suo sole la sta bandendo dal cielo notturno, suggerendo che che gli olimpici siano in realtà più potenti delle divinità primordiali. Quando Kratos comincia la guerra contro gli dèi dell'Olimpo il suo destino è sconosciuto, ma potrebbe essere ancora viva dal momento che in God of War III cala la notte dopo che Kratos ha ucciso Elio.

- Caronte: servo di Ade e traghettatore dell'Oltretomba, che conduce le anime dei morti negli Inferi. È un essere dalla pelle molto bianca, quasi cadaverica, armato di falce e con una maschera sul viso. Come affermato da lui stesso, odia essere il traghettatore dei morti e spera un giorno di essere liberato dal suo ruolo. Quando in Chains of Olympus Kratos si reca nell'Oltretomba, Caronte comincia a deriderlo, combattendo poi contro di lui. Sebbene la prima volta riesca a sconfiggerlo con facilità, la seconda lo spartano lo uccide con il Guanto di Zeus. È doppiato da Dwight Schultz (doppiaggio originale) e da Roberto Draghetti (doppiaggio italiano).

- Cerice: figlio di Ermes e principale antagonista di Betrayal. Ha molta resistenza, usa come arma una lancia, può evocare dei Cerberi e infliggere molti punti ferita. Viene inviato da Zeus per fermare Kratos nella caccia contro il misterioso assassino che lo stava braccando. Non riuscendo a dissuadere lo spartano, Ceryx inizierà a combattere contro Kratos, ma alla fine verrà ucciso.

- Icaro: figlio di Dedalo, che compare in God of War II. Nel mito originale è conosciuto per aver costruito delle ali con penne d'oca intinte di cera ed essere morto per essere volato troppo vicino al sole. Nella serie, invece, cerca di raggiungere le Sorelle del Destino per incontrarle, finendo per impazzire. Blocca il passaggio di Kratos nel Grande Abisso, ma lo spartano, dopo una lunga caduta, alla fine gli strappa le ali facendolo precipitare nell'Ade. È doppiato da Bob Joles (doppiaggio originale) e da Gianni Quillico (doppiaggio italiano).

- Dedalo: padre di Icaro e creatore del labirinto (dove nel mito originale Minosse tenne rinchiuso il Minotauro), che compare in God of War III. Famoso architetto, Zeus gli promise che se avesse costruito un labirinto per metterci dentro Pandora lo avrebbe ricongiunto con suo figlio Icaro. Dedalo costruì il labirinto, ma Zeus lo imbrogliò e prima che la sua opera fosse completa lo imprigionò all'interno dello stesso. Quando Kratos aziona il labirinto, Dedalo muore per il funzionamento del marchingegno. È doppiato da Malcolm McDowell (doppiaggio originale) e da Cesare Rasini (doppiaggio italiano).

- Pandora: chiave per aprire il vaso di Pandora nonché figlia di Efesto da lui creata. Quando Efesto creò il vaso di Pandora per metterci dentro i mali del mondo, creò allo stesso tempo una chiave e dalla fiamma dell'Olimpo nacque una ragazza, che Efesto chiamò appunto Pandora, la chiave del medesimo vaso. È una ragazza buona e gentile, che crede nella speranza e, a differenza di molti, non ha paura di Kratos. Sa benissimo per cosa è nata, tuttavia non ha paura di morire ed è disposta a sacrificarsi per permettere la sconfitta dell'Olimpo. Pandora si affeziona a Efesto vedendolo come un padre. Quando Zeus scoprì della sua esistenza, la strappò a Efesto e la rinchiuse in un labirinto. Quando Kratos giunge sull'Olimpo, Pandora chiede aiuto allo spartano, ma egli si rifiuta. Solo quando scopre la verità su di lei, si mette alla ricerca della ragazza. Quando Kratos libera la ragazza, ella riesce a farsi affezionare dallo spartano e infatti Kratos non vuole più utilizzarla, ma ella decide di sacrificarsi per permettere a Kratos di aprire il vaso. Quando lo spartano cade nell'incubo di Zeus, lo spirito di Pandora lo aiuta a risvegliarsi e a credere nella speranza. In God of War Ragnarok nel DLC Valhalla Kratos affronta le prove imposte da Tyr e gli ricorda il legame che aveva con Pandora e che grazie a lei ha deciso di trasmettere la speranza nel mondo, inoltre quando lo spartano decide di far parte del consiglio di Freya assume il ruolo di dio della speranza in onore di Pandora. È doppiata da Natalie Lander (doppiaggio originale) e da Deborah Morese (doppiaggio italiano).

- Piritoo: guerriero greco che, nel mito originale, scese negli Inferi insieme a Teseo per rapire Persefone, ma entrambi vennero ingannati da Ade e intrappolati nelle "sedie dell'oblio". Quando in God of War III Kratos precipita nell'Ade, incontra Piritoo all'interno di una prigione di rovi, ancora intrappolato su una delle sedie. Lo spartano, grazie a un Cerbero precedentemente domato, riesce a bruciare i rovi della prigione, uccidendo nel processo anche Piritoo. Con la sua morte, Kratos otterrà il suo arco. È doppiato da Simon Templeman (doppiaggio originale) e da Alberto Olivero (doppiaggio italiano).

- Minosse, Eaco e Radamante: i tre giudici dell'Oltretomba, incaricati, come nel mito originale, di giudicare le anime dei defunti. Dopo il loro giudizio, i meritevoli vengono mandati nei Campi Elisi, i peccatori nel Tartaro e i neutrali nei Campi d'Asfodelo. Una di queste è l'anima di Calliope, la figlia di Kratos, che dopo la morte viene inviata proprio nei Campi Elisi. Compaiono solo in God of War III, dove vengono rappresentati in forma di statue che reggono la Catena dell'Equilibrio come un chiavistello. Quando Kratos raggiunge gli Inferi, viene posto al giudizio dei tre giudici: Eaco lo giudica impuro, Radamante lo giudica degno, mentre Minosse giudica che non è ancora giunto il suo momento, permettendogli di oltrepassare il portale di Iperione e procedere oltre. Dopo aver liberato Pandora dal labirinto, Kratos tornerà negli Inferi e distrugge il giunto della catena con i Cestus di Nemea, uccidendoli e rilasciando la catena.

- Erinni: è la figlia di Tanato, nonché sua messaggera, che compare in Ghost of Sparta. È una dea dall'aspetto macabro (simile a quello di suo padre) che indossa delle vesti logore che coprono gambe e testa, lasciando invece completamente scoperto il seno. Dopo la distruzione di Atlantide viene vista in lontananza in un primo momento da Kratos, intenta a interrogare un soldato spartano per ricavare informazioni sulla posizione di Kratos. Più avanti, i due si incontrano sui monti dell'Aroania, dando inizio a un combattimento in cui Erinni si trasformerà in una gigantesca creatura alata. Kratos riesce a salirle sul dorso e ferirla mortalmente, facendola precipitare al suolo. Debole e ritornata nella sua forma umanoide, la dea verrà infine uccisa dallo spartano.

- Deimos: anch'egli figlio di Zeus, è il fratello minore di Kratos. Comparso solo in Ghost of Sparta, fin dalla nascita possiede una grossa voglia che inizia dalla testa fino a coprire la sua schiena e una parte del petto fino al suo braccio sinistro. Su ordine di Zeus, viene rapito da Ares e Atena, dal momento che, secondo una profezia, "un guerriero marchiato avrebbe distrutto l'Olimpo" e imprigionato nel regno della Morte. In realtà, quando suo fratello scomparve, Kratos in suo onore si tatuò sul corpo la sua stessa voglia, rendendo di fatto Kratos il guerriero marchiato della leggenda. Per anni, Kratos lo crede morto ma, quando diventa il dio della guerra, scopre che è ancora vivo e si mette alla sua ricerca. Alla fine, Kratos riesce a liberarlo, ma Deimos gli dice che lo odia per non averlo protetto. Quando Tanato li attacca, entrambi combattono contro di lui, ma alla fine Deimos viene ucciso. È doppiato da Mark Deklin, da Bridger Zadina (giovane) (doppiaggio originale) e da Oliviero Corbetta (doppiaggio italiano).

- Orkos: comparso in Ascension, è il figlio di Ares e Aletto nonché custode dei patti tra i mortali e gli déi. Da sempre giudicato una delusione dal padre, Orkos è diventato il custode dei patti imposti e testimoniati dalle sue madri, con il compito di farli rispettare. Ma dopo aver scoperto il complotto ordito dai suoi genitori, Orkos ha abbandonato tale ruolo. Aiuta Kratos a sconfiggere le Furie e dopo che lo spartano riesce nell'impresa, Orkos rivela che esse lo hanno reso il nuovo custode del patto tra Kratos e Ares e chiede all'amico di ucciderlo, cosa che Kratos, seppur con riluttanza, alla fine fa. È doppiato da Troy Baker (doppiaggio italiano) e Claudio Moneta (doppiaggio italiano).

- Castore e Polluce: noti anche come Dioscuri, in Ascension sono due esseri fusi in un unico corpo (di cui Castore è quello principale), nonché possessori dell'amuleto di Uroboro, che permette loro di risanare o deteriorare qualunque oggetto. Sono i carcerieri dell'oracolo Aletheia e signori indiscussi del tempio di Delfi, sotto il falso titolo di "Profeta", grazie al quale impongono ai visitatori offerte onerose impedendo a chiunque di vedere l'oracolo. Vengono uccisi da Kratos nel loro tentativo di impedirgli di parlare con Aletheia. Sono doppiati rispettivamente da David W. Collins e Brad Grusnick (doppiaggio originale) e da Claudio Beccari e Daniele Demma (doppiaggio italiano).

- Furie: sono le principali antagoniste di Ascension. Nate dal conflitto generato dagli dèi primordiali, sono coloro che impongono, testimoniano e fanno rispettare i patti e i vincoli di sangue che i mortali stringono tra di loro o con gli dèi dell'Olimpo. Coloro che vengono ritenuti e trovati colpevoli di spergiuro, vengono rinchiusi e torturati dalle sorelle. In passato, erano giuste nel condannare coloro che non rispettavano i patti, tuttavia quando si allearono con Ares, esse divennero spietate con chiunque, cominciando a credere che il crimine non era più importante, ma che dovevano solamente punire con crudeltà.
  - Aletto: è la regina delle Furie, nonché principale antagonista di Ascension. Spietata come le sorelle, punisce chiunque non rispetti un giuramento degli déi. Divenne l'amante di Ares e dalla loro unione nacque Orkos con lo scopo di renderlo il guerriero perfetto; il dio della guerra, tuttavia, ripudiò il figlio per essere un incapace, così Aletto decise di renderlo custode dei patti dei mortali. Può spruzzare getti di inchiostro (con i quali intrappola i suoi avversari) e trasformarsi in una creatura marina dotata di tentacoli. Dopo che Kratos ha superato Briareo e riesce ad arrivare nella sua sala, insieme a Tisifone cerca di ingannare Kratos tramite un'illusione di sua moglie. Dopo un duro scontro, lo spartano riuscirà a ucciderla insieme alla sorella. È doppiata da Jennifer Hale (doppiaggio originale) e da Patrizia Scianca (doppiaggio italiano).
  - Tisifone: la Furia che tortura psicologicamente i traditori. Il suo potere, infatti, le permette di modificare la realtà che la circonda creando illusioni e intrappolandovi all'interno i mortali. Viene sempre vista con una creatura alata chiama Daimon. Insieme alle sue sorelle, cercherà di fermare Kratos per aver rotto il suo giuramento con Ares, ma alla fine verrà uccisa dallo spartano insieme ad Aletto. È doppiata da Debi Mae West (doppiaggio originale) e da Gabriella Di Croce (doppiaggio italiano).
  - Megera: la Furia che tortura fisicamente i traditori. Possiede quattro lunghe zampe da ragno sulla schiena, così come l'abilità di generare parassiti che le permettono di potenziare e controllare qualunque essere vivente a cui si attacchino. Viene considerata la più spietata delle tre; è infatti colei che crea più sofferenze ai mortali e tutti la temono per le sue torture. Mentre cerca di torturare Kratos, questi si libera e la insegue per tutto il Centimane. Nonostante Megera rianimi Briareo con i suoi parassiti e lo mandi contro Kratos, egli alla fine riuscirà a ucciderla. È doppiata da Nika Futterman (doppiaggio originale) e da Aglaia Zannetti (doppiaggio italiano).

- Sorelle Gorgoni: sono le più grandi esponenti della razza delle Gorgoni e come tali possiedono un aspetto per metà serpente e per metà donna, con al posto dei capelli tanti piccoli serpenti. Come le altre Gorgoni sono in grado di pietrificare ogni essere vivente con il loro sguardo, ma anche se vengono decapitate il potere di pietrificare non si annulla.
  - Medusa: è la regina delle Sorelle Gorgoni, che compare in God of War (2005). Quando Kratos raggiunge Atene, Afrodite la manda contro di lui affinché possa prendere la sua testa. Kratos quindi la decapiterà, e la sua testa verrà usata per pietrificare i nemici.
  - Euriale: sorella di Medusa, che compare in God of War II. Quando Kratos raggiunge la Palude dei dimenticati e ottiene il Vello d'oro, lo spartano si addentrerà nel suo tempio. Euriale quindi lo attaccherà per vendicare la morte della sorella, ma alla fine anche lei verrà uccisa e decapitata da Kratos.
  - Steno: ultima sorella che compare solo nel multiplayer di Ascension, in cui appare come una gigantesca Gorgone alta quanto un palazzo. Inizialmente è anche lei pietrificata, trasformando in pietra con il suo sguardo i giocatori e i nemici che le passano davanti. Grazie a un oggetto presente nell'arena, i giocatori possono liberarla e usare il suo potere contro i nemici.

- Parche: chiamate anche "Sorelle del Destino", compaiono solo in God of War II. Il loro compito era tessere il filo del fato di ogni mortale, dio o titano, svolgerlo e infine reciderlo, segnandone la morte. Si definiscono al di sopra di Zeus, ma in realtà (in Ghost of Sparta) si scopre che sono proprio al suo servizio. Vivono su un'isola piena di prove e solamente chi supera tali prove è degno di incontrarle. Sembrano essere state anche loro, infettate dai mali del Vaso di Pandora.
  - Cloto: è colei che tesse il filo del destino di ogni essere vivente, e per questo conosciuta come la dea del passato. È la più giovane delle sorelle, ma anche la più grossa, dall'aspetto disgustoso, dotato di innumerevoli seni e braccia. Una volta arrivato in cima alla Camera del Telaio, in cui risiede, attacca Kratos per impedirgli di trovare il suo filo, ma lo spartano le blocca le braccia e la uccide conficcandole uno dei pendoli affilati della camera in testa. È doppiata da Susan Silo (doppiaggio originale).
  - Lachesi: è colei che abbellisce il filo del destino decidendo come una persona deve vivere la propria vita, e per questo conosciuta anche come la dea del presente. È una divinità elegante e maestosa, coperta da tipici abiti greci che le lasciano il seno sinistro scoperto, insieme a un paio di ali di ferro e a un bastone uncinato. Affronta Kratos insieme ad Atropo, ma dopo un lungo scontro viene imprigionata insieme a sua sorella in uno specchio interdimensionale che poi Kratos manda in frantumi, provocando la distruzione delle due Parche. È doppiata da Leigh-Allyn Baker (doppiaggio originale) e da Cinzia Massironi (doppiaggio italiano).
  - Atropo: è la sorella maggiore, nonché la più spietata, ed è colei che decide di tagliare il filo del destino delle persone, ponendo fine alla loro vita. Per questo è conosciuta anche come la dea del futuro. Affronta Kratos insieme a Lachesi, ma viene uccisa quando Kratos la imprigiona insieme alla sorella in uno specchio interdimensionale, che poi manda in frantumi. È doppiata da Debi Mae West (doppiaggio originale) e da Caterina Rochira (doppiaggio italiano).

- Centimani: figli di Urano e di Gaia, sono tre esseri descritti nel mito originale con cinquanta teste e cento braccia, che vennero imprigionati da Zeus negli abissi del Tartaro. Nella serie ne compaiono solo due (Briareo e Gige), mentre il terzo (Cotto) non fa nessuna apparizione. Si presume però che sia ancora vivo. 
  - Briareo: Centimane che appare in Ascension. A differenza del mito originale, viene rappresentato con una sola testa e con sei braccia, queste ultime dotate di dodici braccia più piccole. Dopo aver fatto un patto con Zeus ed essersi in seguito rifiutato di aiutarlo, le Furie lo catturarono e lo torturarono, rimuovendo e modificando parti del suo corpo per trasformarlo in una prigione in cui in seguito sarebbero stati rinchiusi i traditori e gli spergiuri. Anche Kratos viene imprigionato a seguito della sua ribellione al patto con Ares, ma riesce comunque a fuggire, scontrandosi con la Furia Megera. Nonostante Megera tenti di fermarlo infettando parti del corpo del Centimane con i suoi parassiti, alla fine Kratos avrà la meglio, uccidendola. La morte di Megera segnerà la fine anche di Briareo.
  - Gige: appare solo nel fumetto di God of War, dove viene rappresentato come un essere mostruoso con innumerevoli occhi, bocche e mani. Dopo essere riuscito a fuggire dagli abissi del Tartaro, tentò di recuperare l'ambrosia dal tempio di Asclepio, ma (indebolito dalla sua fuga) si addormentò e l'ambrosia germogliò sul suo corpo come un albero. Dopo aver bruciato inavvertitamente le sue braccia, Kratos lo sconfisse, distruggendo con lui anche l'ambrosia.

## Personaggi della mitologia norrena
- Ratatoskr: è uno scoiattolo che vive sull'Yggdrasill e ha il compito di occuparsi della gestione dell'albero. Come ricompensa, l'albero gli ha donato l'immortalità. Molto più grosso rispetto agli scoiattoli normali, è in grado di parlare e lo fa sempre in modo garbato e gentile. Estremamente curioso e cordiale, indossa degli abiti tipici norreni e una benda sull'occhio sinistro. Possiede la classica velocità degli scoiattoli ed è in grado di correre rapidamente su tutto l'albero del mondo. Come rivelato da lui stesso, il suo compito è quello di essere sempre aggiornato su tutto quello che accade nei Nove regni, così ha separato le sue emozioni, che chiama "aspetti spettrali", i quali hanno una loro personalità in base all'emozione che rappresentano e hanno il compito di riferire tutto a lui. Tuttavia, come dichiarato da Ratatoskr stesso, in certi momenti è costretto a riassorbirli dentro di sé, per mantenerli puri, altrimenti essi marcirebbero, causando terribili danni al suo spirito. Rivela anche che lo scoiattolo spettrale che evocavano Kratos e Atreus in God of War (2018) rappresenta il suo lato peggiore, e Ratatoskr stesso ammette di considerarlo così diverso da lui che quasi non lo considera una parte di sè. È doppiato da SungWon Cho (doppiaggio originale) e da Luigi Ferraro (doppiaggio italiano).

- Níðhögg: lindworm custode delle radici di Yggdrasill. Sebbene le sue origini siano sconosciute, Ratatoskr afferma che era lì molto prima di lui; quindi è, molto probabilmente, antica quanto l'albero stesso. Il suo compito è rosicchiare le radici dell'albero del mondo controllandone la crescita, difendendole allo stesso tempo da qualunque cosa possa danneggiarle. Quando Kratos e Freya si recano a Vanaheim per sciogliere la maledizione che vincolava quest'ultima a Midgard, scoprono che Odino l'ha sigillata intrecciandola con delle radici di Yggdrasill, consapevole che la creatura avrebbe attaccato chiunque avesse tentato di distruggerle. Kratos e Freya riusciranno infine a decapitare Níðhögg dopo un feroce combattimento, spezzando al contempo la maledizione di Freya. Con la sua morte, i sei cuccioli di Níðhögg fuggiranno tra i regni, con Ratatoskr che incarica Kratos di recuperarli.

- Huginn e Muninn: sono i due corvi personali di Odino. Sono più grossi rispetto ai normali corvi e hanno il compito di osservare qualsiasi cosa come gli altri corvi ma, a differenza degli altri, posseggono dei poteri magici; infatti, possono teletrasportare chiunque in qualsiasi luogo in base a dove si trovino. Huginn e Muninn, se non sono in giro per i regni, diventano tatuaggi sulle braccia di Odino. Sono in grado di intendere e volere e spesso parlano con Odino, ma solo lui riesce a capirli. In God of War: Ragnarök Odino li usa per teletrasportarsi nella casa di Sindri in continuazione e portano Atreus ad Asgard. Durante il Ragnarök, Muninn viene ucciso da Freya, mentre Huginn sopravvive e va a vivere a Midgard.

- Skoll e Hati: sono i due lupi che corrono nella volta celeste per catturare la luna e il sole e divorarli. Vengono imprigionati da Odino, per poi essere confinati a Vanheim. In God of War: Ragnarök Kratos e Atreus scoprono che Odino ha rubato la luna, impedendo ai due di svolgere il loro compito e preannunciare l'inizio del Ragnarök. Alla fine, lo spartano e il figlio trovano e liberano la luna, facendo tornare i lupi in cielo; come ringraziamento, donano ai due uno strumento musicale in grado di cambiare il giorno e la notte quando vogliono loro. Inoltre, partecipano al Ragnarök, combattendo insieme a Fenrir.

- Skjöldr: è un ragazzo di Midgard residente ad Asgard. Diventa amico di Atreus e ha una cotta per Thrud. Come molti altri di Midgard, all'inizio crede alle parole di Odino, ma dopo aver scoperto la verità è troppo tardi e vengono usati come scudi durante il Ragnarök. Skjoldr riesce a sopravvivere al Ragnarök e insieme a tutti gli altri sopravvissuti si reca a Midgard, dove comincia a costruire un villaggio, guidando le persone con giustizia. Nella mitologia norrena appare nell'Edda in prosa, dove viene rivelato che è uno dei leggendari re danesi, nonché il primo a essere insignito di tale titolo.

- Hræsvelgr: è un'enorme aquila, nonché guardiana di Helheim, e colei che attualmente possiede il titolo di "Hel". Vive in cima al suo personale trespolo, il punto più alto del regno, da cui osserva i suoi abitanti. Il suo battito d'ali è talmente forte da causare venti gelidi e rendere Helheim un regno freddo, dove è impossibile accendere un fuoco. In God of War (2018) appare da lontano, mentre continua a osservare il suo regno. In God of War: Ragnarök chiede a Kratos e Atreus di chiudere gli squarci nei Nove regni causati da Garm; inoltre, quando il Ragnarök sta per arrivare, Mimir chiede all'aquila l'esercito dei morti e Hraesvelgr accetta, a patto che l'avrebbero aiutata a trovare un sostituto che governasse Helheim. Mimir spiega che ci deve essere sempre qualcuno che gestisca e governi Helheim, altrimenti scoppierebbe il caos assoluto.

- Einherjar: sono i guerrieri caduti in battaglia che attendono il Ragnarök. Quando un guerriero muore in modo onorevole in battaglia, la sua anima viene condotta dalle Valchirie nel Valhalla, dove banchettano e si preparano per la battaglia finale. In God of War: Ragnarök Odino, con le sue tre Valchirie fedeli (Hrist, Mist e Gná), corrompe gli einherjar, trasformandoli nel suo esercito personale e facendoli tornare in uno stato di semi-vita, donando loro sprazzi della loro vita quando erano vivi. Vengono potenziati al punto da utilizzare il Bifrost come arma e come scudo.

- Byggvir e Beyla: sono due elfi innamorati e alleati di Freyr. Byggvir è un elfo chiaro mentre Beyla un'elfa scura. Da secoli, le loro tribù sono sempre in guerra, ma loro si sono innamorati e provano sempre a convincere i loro popoli che può esistere la pace tra gli elfi chiari e scuri. Quando Freyr viene catturato da Heimdall, Byggvir viene ferito. Beyla, insieme a Kratos, Atreus, Freya, Birgir e Hildisvini salveranno il loro leader. Durante il Ragnarök, guideranno gli elfi nell'assalto contro Asgard.

- Gullveig: era una strega che fu uccisa e le sue ossa sparpagliate per Midgard. Kratos e Atreus incontrano lo spirito del marito, che chiede ai due di ritrovare le ossa di Gullveig; in cambio, la strega esaudirà un loro desiderio. Atreus voleva rivedere sua madre e così convince Kratos a trovare i resti. Dopo averli portati allo spirito, questi li inganna e fa risorgere Gullveig, che intende uccidere i due. Tuttavia, padre e figlio prevalgono, uccidendola.

- Draghi: sono creature alate mastodontiche, in grado di sputare fulmini. Vengono definiti portatori di morte e distruzione, ma anche rispettati per la loro bellezza e potenza. Mimir afferma che il re nano Motsògnir li imprigionò per sacrificare il suo popolo qualora non si fosse fidato del suo re.
  - Fáfnir: primo drago incontrato da Kratos e Atreus, nonché fratello di Reginn e Otr. Stando a quanto affermato da Mimir, prima era un nano, che fu tramutato in drago da una dea Vanir per aver messo le mani sui suoi tesori. Viene catturato dal re nano Motsògnir e poi liberato da Kratos e Atreus.
  - Reginn: è il fratello di Fafnir e Otr e, come i suoi fratelli, anche lui prima era un nano. Quando fu catturato dal re nano, lo usò come sentinella per proteggere la sua città nanica dagli invasori. Viene poi liberato da Kratos e Atreus.
  - Ótr: è il fratello di Fafnir e Reginn e, come i suoi fratelli, anche lui prima era un nano. Viene poi liberato da Kratos e Atreus.
  - Hræzlyr: drago che Kratos e Atreus affrontano durante la scalata della montagna; molto più grande e aggressivo degli altri, è in grado di sputare fulmini dalla bocca. È l'unico drago originale tra quelli comparsi; il suo nome, infatti, deriva dalla parola "Hræzla", che in antico norvegese significa "terrore".

- Norne: sono l'equivalente delle Parche della Grecia e quindi sono tra le divinità primordiali norvegesi. Compaiono in God of War: Ragnarök e il loro compito è praticamente lo stesso delle loro controparti greche, ovvero tessere il filo del fato di ogni mortale, svolgerlo e infine reciderlo, segnandone la morte. Vivono in fondo a un lago, in una cupola magica ricoperta dai fili del fato che tessono, e l'unico modo per arrivarci è superare le loro illusioni e cavalcare un Kelpie. Sono loro a predire a Freya il destino di Baldur. Nonostante Kratos provenga da una terra straniera, loro sono a conoscenza del suo passato e su chi sia realmente. Come ammesso da Freya e Mimir, le Norne hanno poteri nettamente inferiori rispetto alle Parche che vennero uccise da Kratos, dimostrandosi neutrali e usandolo solo per mantenere l'equilibrio.
  - Urd: la leader delle Norne ed è colei che risponde alle domande di Kratos. Parla sempre come se raccontasse una storia. È doppiata da Kate Miller (doppiaggio originale) e da Laura Romano (doppiaggio italiano).
  - Verdandi: seconda delle Norne. Rimane quasi sempre nascosta e appare solamente per pochi minuti per rispondere alle domande di Kratos. È doppiata da Emily O'Brien (doppiaggio originale) e da Marta Altinier (doppiaggio italiano).
  - Skuld: terza delle Norne e si presume la più giovane. Appare solo brevemente per imitare beffardamente Kratos, Freya e Mimir. È doppiata da Shelby Young (doppiaggio originale) e da Sara Labidi (doppiaggio italiano).

- Hrólfr Kraki: conosciuto come Re Hrolf Kraki. In passato era un guerriero molto forte e famoso. All'epoca, Mimir era consigliere di Re Aldis, sovrano del regno di Lejre, e presentò Hrolf al re, ma questi lo uccise e salì al trono, seguito dai suoi dodici Berserker. Da allora Mimir si sente in colpa per la morte di Aldis, che considerava suo amico e giurò vendetta contro Hrolf. Gli anni passarono e alla fine lui e i suoi Berserker morirono, ma all'arrivo del Filbunwinter, le anime dei Berserker e di Hrolf si risvegliano e non appena Mimir lo viene a sapere chiede a Kratos di poterli sconfiggere, compreso Hrolf. In combattimento utilizza una grossa spada chiamata Skofnung, che solo lui può brandire, e utilizza tutte le abilità dei suoi Berserker. In God of War: Ragnarök dopo aver sconfitto tutti e dodici i Berserker e assorbito la loro anima nella Skofnung, Kratos e Freya affrontano Hrolf e dopo un duro combattimento riescono a sconfiggerlo e a rimandare la sua anima nell'aldilà, dando finalmente pace al rimorso di Mimir; inoltre, lo spartano recupera la spada, decidendo di usarla a fin di bene.
  - Hardrefill lo Spietato: la sua lapide si trova a Svartalfheim. È il Berserker più debole del gruppo e i suoi attacchi consistono in una carica oppure lanciarsi in aria, per poi atterrare sul nemico.
  - Beigadr il Temuto: la sua lapide si trova a Svartalfheim. In battaglia utilizza attacchi con l'elemento del fulmine.
  - Freakni la Zelante: La sua lapide si trova a Midgard. In battaglia utilizza una grossa ascia ed è molto veloce, nonostante la grossa armatura.
  - Hvítserkr l'Impavido: la sua lapide si trova a Vanaheim. In battaglia utilizza attacchi con l'elemento veleno; inoltre, può evocare Incubi e Ombre che lo supportano in battaglia.
  - Haklangr il Barbuto: la sua lapide si trova a Vanaheim. In battaglia utilizza un grosso martello che, se scagliato a terra, può causare ingenti danni; inoltre, può ricoprirsi di uno scudo magico che lo protegge dagli attacchi fisici.
  - Hjalti l'Impassibile: la sua lapide si trova ad Alfheim. In battaglia utilizza due grosse mazze che, se le carica di magia, può sbattere tra di loro, causando un'onda d'urto impossibile da evitare ed è molto veloce.
  - Svipdagir la Gelida: la sua lapide si trova ad Alfheim e contiene anche l'anima delle Sorelle di Illska, pertanto le tre combattono insieme, rendendo il duello uno dei più difficili in assoluto. Svipdagir combatte con due piccole asce, non possiede attacchi particolari ma, essendo supportata dalle Sorelle di Illska, è difficile da sconfiggere.
  - Hromundr la Crudele e Vottr l'Orgogliosa: conosciute anche come "Sorelle di Illska". La loro lapide è la stessa di Svipdagir, pertanto una volta risvegliate combattono insieme a lei. Le due sorelle non sono particolarmente forti, ma utilizzano la magia elementale: Vottr utilizza attacchi con l'elemento del fuoco, mentre Hromundr con l'elemento del ghiaccio. Il punto debole delle sorelle è che posseggono la stessa resistenza, pertanto se una delle sorelle viene eliminata, automaticamente anche l'altra cade a terra sconfitta.
  - Bodvar il Feroce: la sua lapide si trova a Svartalfheim e la condivide con Starolfr, pertanto i due combattono insieme. In battaglia utilizza dei guantoni corazzati per colpire il nemico e anche un incantesimo che crea una piccola esplosione, facendo perdere la guardia al nemico.
  - Starolfr l'Importuna: la sua lapide si trova a Svartalfheim e la condivide con Bodvar, pertanto i due combattono insieme. In battaglia utilizza due piccole spade e può scagliare cristalli di magia contro il nemico.
  - Skjothendi l'Infallibile: la sua lapide si trova a Niflheim. È uno dei Berserker più difficili da abbattere perché in combattimento utilizza il Bifrost. Non possiede nessun'arma, combatte a mani nude e utilizza la magia del Bifrost per scagliare attacchi oppure si ricopre lei stessa di Bifrost in modo che, ogni volta che viene colpita, anche la salute dei suoi nemici diminuisca. Infine, si dimostra molto più veloce di tutti ed è in grado di teletrasportarsi.

## Personaggi originali

### Grecia
- Lysandra: prima moglie di Kratos e madre di Calliope. Donna spartana fiera nonché primo amore di Kratos, ella è a conoscenza della furia del marito in battaglia; tuttavia, lei non lo teme, dimostrando un amore puro. Viene condotta da Ares con l'inganno in un villaggio insieme alla figlia e qui viene uccisa da Kratos durante la sua furia omicida. Le sue ceneri, insieme a quelle di Calliope, si attaccano per sempre alla pelle di Kratos a causa di una maledizione lanciata da un oracolo. In God of War III Kratos parla con lo spirito di Lysandra, che gli dice che deve perdonare sé stesso e sconfiggere Zeus.
- Calliope: figlia di Kratos e Lysandra. Viene condotta da Ares con l'inganno in un villaggio insieme alla madre e qui viene uccisa da Kratos durante la sua furia omicida. Le sue ceneri, insieme a quelle di Lysandra, si attaccano per sempre alla pelle di Kratos a causa di una maledizione lanciata da un oracolo. Ricompare come spirito In God of War III abbracciando il padre, perdonandolo per quello che fece.
- Callisto: madre di Kratos e Deimos. Donna spartana nonché una delle tanti amanti di Zeus. In God of War: Ghost of Sparta viene allontanata da Sparta e va vivere ad Atlantide. Qui viene trovata dal figlio Kratos, dove gli rivela l'identità di suo padre, ma Zeus la trasforma in una bestia deforme che Kratos è costretto a uccidere. È doppiata da Jennifer Hale (doppiaggio originale) e da Elisabetta Cesone (doppiaggio italiano).
- Aletheia: oracolo di Delfi e sacerdotessa di Apollo, nonché amante di Orkos. Dopo aver scoperto il complotto di Ares e delle Furie per rovesciare l'Olimpo, lei e il suo amato tentarono di avvisare Zeus, ma prima che potessero farlo le Furie le strapparono gli occhi, imprigionandola poi nel suo stesso tempio sotto la custodia di Castore e Polluce, in modo da nascondere ogni prova del complotto. In God of War Ascension aiuta Kratos a liberarsi dal patto con Ares e a sconfiggere le Furie che lo legavano al dio della guerra, prima di morire per le ferite accidentalmente inflittele nella battaglia tra Kratos e i Dioscuri.
- Alrik: leader di un'orda di barbari nonché campione di Ade nel fumetto di God of War, in cui cerca l'ambrosia per salvare suo padre malato. Alla fine, Alrik non riesce nel suo intento e viene ucciso da Kratos. Risorto da Ade, scopre di essere diventato re dopo la morte di suo padre. Alrik cerca vendetta contro Kratos e lo affronta con il suo esercito in un campo di battaglia. L'esercito barbaro sta sconfiggendo quello spartano e Kratos è sul punto di morire, ma in quel momento vende la sua anima ad Ares, così facendo il dio della guerra dona allo spartano le Lame del Caos, che usa per decapitare Alrik, uccidendolo. In God of War II Alrik fugge nuovamente dagli Inferi e affronta ancora una volta Kratos sull'Isola della Creazione, venendo ancora una volta sconfitto. Alrik è la prima vittima che Kratos ha ucciso con le Lame del Caos. È doppiato da Bob Joles (doppiaggio originale) e da Ciro Imparato (doppiaggio italiano).
- L'ultimo spartano: guerriero spartano nonché fedele a Kratos. In God of War: Ghost of Sparta ordina la sostituzione di una statua di Ares con una di Kratos e ha dato a quest'ultimo le armi che usava quando era capitano dell'esercito spartano. In God of War II assiste alla distruzione di Sparta per mano di un vendicativo Zeus. Pensando che Kratos fosse morto, tenta di trovare le Sorelle del Destino per cambiare il fato di Sparta. Qui viene accidentalmente ucciso da Kratos, ma nonostante tutto rimane fedele al Fantasma di Sparta supplicandogli di vendicare la città e tutti i suoi abitanti. È doppiato da Josh Keaton (doppiaggio originale) e da Roger Mantovani (doppiaggio italiano).
- L'oracolo del villaggio: donna anziana che svolge il lavoro di oracolo. Appare in God of War (2005), avvertendo Kratos sulle sue azioni per conto di Ares in un villaggio dedicato ad Atena. Lo spartano ignora l'oracolo e attacca il villaggio, distruggendo e uccidendo tutti, tra cui sua moglie e sua figlia. Tale azione fa capire a Kratos le vere intenzioni di Ares e le parole dell'oracolo. Quest'ultima, per punire lo spartano per le sue terribili azioni per conto di Ares, lo maledice: fa in modo che le ceneri di sua moglie e sua figlia rimangano attaccate alla sua pelle per sempre. Con quel maleficio, la pelle di Kratos diventa bianca cadaverica e da quel giorno è ricordato con il soprannome "Il Fantasma di Sparta". È doppiata da Susanne Blakeslee (doppiaggio originale) e da Elisabetta Cesone (doppiaggio italiano).
- L'oracolo di Atene: oracolo che vive ad Atene, contrario alla decisione di Atena per aver scelto Kratos come guerriero per sconfiggere Ares; tuttavia, consiglia allo spartano di cercare il Vaso di Pandora. In God of War (2005) quando Ares distrugge la città, l'oracolo muore per mano della devastazione del dio della guerra.
- Il guardiano del Vaso di Pandora: in passato è stato il primo guerriero a morire mentre cercava il Vaso di Pandora. Fu maledetto dagli déi a continuare a vivere come un cadavere in decomposizione e ad agire come custode del tempio, dove bruciava i cadaveri che gli portavano le arpie. Quando Kratos giunge al tempio, il guardiano gli permette di passare per recuperare il vaso. Come ammesso da lui stesso: la sua punizione avrà fine quando qualcuno recupererà il vaso. È doppiato da Luca Sandri (doppiaggio italiano).
- Pathos Verdes III: autoproclamatosi suddito fedele e architetto degli déi dell'Olimpo, venne incaricato da questi ultimi di costruire il Tempio di Pandora sulla schiena di Crono. Durante la costruzione del tempio, i suoi due figli (il maggiore e il minore) morirono, e a causa di ciò Pathos impazzì e iniziò a perdere la fede negli déi; ciò cominciò a riflettersi anche nelle trappole e nei progetti del tempio, all'inizio semplici ma che presto divennero sempre più complessi e contorti man mano che perdeva la testa, tanto da iniziare a usare i corpi dei suoi stessi figli negli stessi. Si suicidò maledicendo gli dèi dopo aver ucciso sua moglie, e entrambi i loro cadaveri vengono ritrovati da Kratos nella Tomba dell'architetto, sulla cima del Tempio di Pandora, insieme a un ultimo messaggio che Pathos scrisse prima di morire.
- Il Re persiano: è il comandante delle armate persiane che invadono l'Attica. In God of War: Chains of Olympus viene ucciso in battaglia da Kratos.
- Assassino: misterioso assassino che ha accusato Kratos dell'omicidio di Argo. In God of War: Betrayal Kratos insegue l'assassino con l'intenzione di ucciderlo per aver infangato il suo nome, ma viene fermato da Cerice.
- Lo scriba del Centimane: primo essere umano imprigionato dalle Furie per aver infranto un giuramento con un dio. Per mantenere la sua sanità mentale ha scritto registrazioni meticolose delle sorelle e dei loro piani, che Kratos ha trovato in tutta la prigione. In God of War: Ascension informa Kratos che in origine le Furie in origine svolgevano il loro ruolo giustamente, ma divennero spietate a causa di Ares.

### Scandinavia
- Svartáljǫfurr: Il re degli elfi scuri, è perennemente in lotta contro gli elfi chiari. Essendo il sovrano possiede forza, velocità e resistenza sovrumane rispetto agli altri membri della sua specie, al punto da tenere testa a Kratos. È in grado di scagliare magie che creano oscurità attorno al nemico. In God of War (2018) mentre Kratos e Atreus si recano ad Alfheim per cercare la Luce, Atreus viene rapito dal sovrano, ma viene colpito dallo spartano, che lascia il figlio e inizia a combattere contro i due, venendo ucciso da Kratos.
- Máttugr Helson: noto anche "Guardiano del Ponte", è un troll che, come suggerisce il soprannome, funge da guardiano al ponte delle anime a Hel. Nonostante sia molto grosso, è estremamente veloce e può teletrasportarsi colpendo i nemici alle spalle. In God of War (2018) quando Atreus si ammala Freya dice a Kratos che, per curare il ragazzo, serve il cuore del Guardiano del Ponte. Così Kratos si reca a Helheim e uccide il guardiano, per poi strappargli il cuore dal petto.
- Birgir: Viandante che si unisce alla ribellione di Freyr. Come tutti i Viandanti è un uomo molto possente con una corazza molto spessa e come arma utilizza uno spadone a due mani. Dopo aver capito le reali intenzioni di Odino, ripudia il credo dei Viandanti, unendosi a Freyr, ma così facendo Odino mette una taglia sulla sua testa e ordina ai suoi ex fratelli di ucciderlo. In God of War: Ragnarok aiuta Freyr nella sua ribellione. Partecipa al salvataggio di Freyr e durante la fuga sulla nave volante del suo signore si scaglia contro le viverne in volto per permettere ai suoi compagni di fuggire. Miracolosamente si salva precipitando in una regione a nord di Vanaheim, dove viene soccorso da Kratos insieme ad Atreus o Freya. A causa delle ferite riportate, non partecipa al Ragnarok e, una volta sconfitto Odino, è felice di smettere di combattere e si trasferisce nella vecchia casa di Freya dentro la grande tartaruga Chaurli.
- Alva: regina degli elfi chiari. Perennemente in lotta contro gli elfi scuri. Essendo la sovrana possiede forza, velocità e resistenza sovrumane rispetto agli altri membri della sua specie, al punto da tenere testa a Kratos. Combatte con due spade ed è estremamente veloce nei movimenti, sbalordendo Kratos. In God of War: Ragnarok cerca di fermare Kratos, Atreus e Týr mentre fuggono da Alfheim. Affronta lo spartano e il figlio, venendo uccisa dopo un lungo duello.
- La custode dei corvi: seguace di Odino che controlla tutti i 99 corvi sparsi nei Nove regni. È in realtà la madre dei corvi, che erano una volta bambini umani sacrificati da lei e dal marito per diventare entrambi immortali tramite un patto con Odino che, però, il dio non onorò trasformando lei in una strega e il maritoin un drago affinché vegliassero sull'Albero dei corvi. Con la sua magia Seidr sfrutta le anime dei bambini impiccati come sacrificio per Odino per trasformarli in corvi e costringerli a osservare ogni cosa Nei nove regni. In God of War (2018) e God of War: Ragnarok Kratos distrugge tutti i corvi nei Nove regni. In God of War: Ragnarok, dopo la distruzione di tutti i corvi, la custode appare a Niflheim, dove affronta Kratos insieme ad Atreus o Freya e sia la custode dei corvi che il marito drago vengono uccisi dai due liberando così le anime dei corvi.
- Olaf Nautson: capo dei banditi a Midgard. Con i suoi uomini ha rapito i lupi Speki, Svanna e Fenrir per ucciderli. Nonostante Kratos e Atreus li abbiano salvati, la paura verso Olaf è rimasta. È un uomo molto grosso e corpulento, che combatte con una lancia di legno intrisa di olio infiammabile. Quando combatte cosparge di olio anche sé stesso, per poi darsi fuoco per intimorire di più i suoi avversari. In God of War: Ragnarok Kratos insieme ad Atreus o Freya uccide tutti i banditi sparsi per Midgard fino ad affrontare Olaf stesso riuscendo a ucciderlo, rendendo felici Speki e Svanna.
- L'Esperta: È un'elfa chiara custode di una biblioteca ad Alfheim. È forte quanto Alva, al punto da mettere in difficoltà Kratos. In God of War: Ragnarok affronta Kratos e Atreus o Freya dentro la biblioteca e dopo un duro duello viene sconfitta, ma risparmiata dallo spartano perché stava svolgendo semplicemente il suo compito di guardiana.
- Speki e Svanna: sono due lupi salvati da Kratos e Atreus dai banditi di Midgard, molto grossi ma affettuosi. In God of War: Ragnarok Kratos uccide il capo dei banditi che li ha rapiti; inoltre, trainano la slitta per portare Kratos e Atreus o Freya a Midgard.
- La Donzella della Fucina: è una sirena che vive in un lago in cima a una montagna a Svartalfheim. È conosciuta per essere un abile fabbro e le sue creazioni sono le migliori in assoluto. Ha l'aspetto antropomorfo che la fa assomigliare a una donna-pesce. Brok e Sindri sono affascinati da lei e la trovano bellissima. In God of War: Ragnarok Brok porta Kratos al suo lago, qui le donano l'anello Draupnir e il pezzo di una lancia e con la sua magia combina i due oggetti, forgiando la lancia Draupnir.
- La furia indomita: è una creatura metà donna metà cervo assomigliante alla razza dei centauri della Grecia. È un'abile guerriera e cacciatrice che vive a Vanheim nella zona del cratere. In God of War: Ragnarok attacca diverse Kratos e Atreus o Freya in diverse zone del luogo fino a costringerla a fuggire nella sua tana, dove alla fine, dopo un duro combattimento, viene uccisa dallo spartano, che riconosce la sua bravura nell'arte del combattimento, dispiacendosi per averla uccisa.
- Egil, Jørgen e Vali della guardia del giuramento: sono tre Viandanti di Vanaheim nonché fratelli di Birgir. Odino promise loro gloria e ricchezze, ma quando Birgir capì le vere intenzioni del Padre di tutti, lasciò la via del Viandante; così facendo si inimicò i suoi fratelli, che giurarono vendetta contro di lui, rimanendo fedeli a Odino. In God of War: Ragnarok quando Kratos e Atreus o Freya si recano nella zona del cratere s'imbattono nei tre, affrontandoli e uccidendoli.

## Personaggi reali
- Archimede:  matematico, fisico e inventore siceliota, viene considerato come uno dei più grandi scienziati e matematici della storia, famoso per aver usato le sue conoscenze per difendere Siracusa dall'assedio romano. Viene menzionato in Ghost of Sparta, quando Kratos entra nel vulcano di Metana e si imbatte in dispositivi noti come viti di Archimede, viti giganti posizionate all'interno del vulcano per diminuirne la pressione e scongiurarne l'eruzione. Compare come personaggio minore in Ascension, in cui si possono trovare diverse note scritte dall'ingegnere sull'isola di Delo e all'interno della monumentale statua di Apollo, opera richiesta dal suo giuramento di sangue con il dio. Le Furie, nel tentativo di nascondere gli Occhi della Verità nella lanterna della statua, aiutarono Archimede dandogli le risorse necessarie per terminare la sua opera, ma quando la statua fu quasi completata, Castore e Polluce si presentarono per nascondere gli Occhi, con grande costernazione dello scienziato. Alla fine, la statua fu in qualche modo distrutta, il che fece sì che Archimede iniziasse lentamente a perdere la ragione mentre progettava di ricostruirla interamente da solo. Quando Kratos arriva nei livelli superiori della fornace all'interno della statua, trova il corpo mummificato di Archimede sulla sua scrivania, condotto alla morte dalle Furie a causa della sua incapacità di adempiere al suo patto.